# 2008
Évszázadok: 20. század – 21. század – 22. század
Évtizedek: 1950-es évek – 1960-as évek – 1970-es évek – 1980-as évek – 1990-es évek – 2000-es évek – 2010-es évek – 2020-as évek – 2030-as évek – 2040-es évek – 2050-es évek
Évek: 2003 – 2004 – 2005 – 2006 –  2007 – 2008 – 2009 – 2010 – 2011 – 2012 – 2013

## Események

### Január
- január 1.
  - Az Európai Unióval összefüggő események:
    - Ciprus és Málta saját valutaként bevezeti az eurót, amit így már a közösség 15 tagállamában használnak.
    - Szlovénia adja az Európai Unió elnökét elsőként az új tagállamok közül.

  - Megszűnik a Magyar Köztársaság Határőrsége, mert integrálódik a Magyar Köztársaság Rendőrsége kötelékébe.
  - Közigazgatási reform Oroszországban: 85 helyett 84 közigazgatási egység, miután Uszty-Ordinszkiji Burját AK Irkutszk része lesz.
  - Az ENSZ átveszi az Afrikai Unió – AMIS keretei között – szolgálatot teljesítő egységeitől az irányítást, és létrejön az ENSZ–AU „Hybrid Force”.
- január 2. – a rendőrséget és a katonaságot is be kellett vetni Nápolyban a felhalmozódott 200 ezer tonnánál is több hulladék eltakarítására, a szeméttárolókat elbarikádozó tüntetők szétzavarására.
- január 3.
  - Előválasztások az Amerikai Egyesült Államokban: Iowa államban a demokratáknál Barack Obama, a republikánusoknál Mike Huckabee győz.
  - A Srí Lanka-i kormány felmondja a tamil tigrisekkel 2002-ben kötött tűzszünetet.
- január 4.
  - A mauritániai franciák elleni támadás miatt a szervezők úgy döntöttek, hogy törlik a 2008-as Lisszabon–Dakar-ralit. 1979 óta először fordul elő ilyen.
  - Anyang Nyongo, a Narancssárga Demokratikus Mozgalom főtitkára bejelenti, hogy a kenyai ellenzék új elnökválasztást követel.
- január 5. – Grúziában Miheil Szaakasvili nyeri az elnökválasztást.
- január 6.
  - Nagy erejű földrengés rázza meg Görögországot. A rengés epicentruma Athéntól 150 kilométerre délnyugatra, a Peloponnészosz-félszigeten fekvő Leonídi városánál volt.
- január 7. – Kocsis L. Mihály főszerkesztő-helyettes látja el a Magyar Hírlap főszerkesztői teendőit, miután Gazsó L. Ferenc 4-én kérte felmentését.
- január 8.
  - Pokolgépes merényletet követnek el D. M. Dasszanajake Srí Lanka-i nemzetépítési miniszter ellen, aki a kórházba szállítás után nem sokkal életét veszti.
  - Késsel támadt a Maldív-szigetek államfőjére egy fiatalember, de Maumun Abdul Gajum köztársasági elnök sértetlenül élte túl az esetet.
  - Előválasztások Amerikában: New Hampshire államban a demokratáknál Hillary Clinton, a republikánusoknál John McCain győz.
  - Bilával Bhutto Zardári az ENSZ által felügyelt vizsgálatot kér anyja, Benazír Bhutto halála ügyében. George W. Bush és Halífa bin Zajed al-Nahaján sejk Abu-Dzabiban (január 13.)

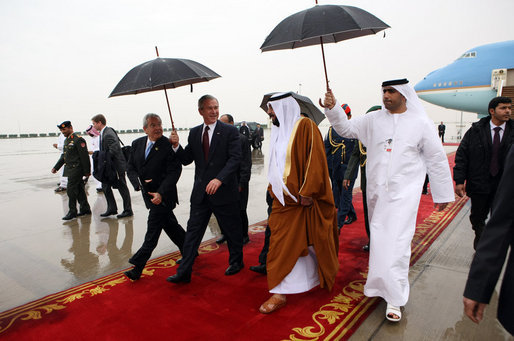
George W. Bush és Halífa bin Zajed al-Nahaján sejk Abu-Dzabiban (január 13.)

  - A Gyurcsány-kormány gazdasági okokra hivatkozva leállítja a 2007 tavaszán elhatározott kormányzati negyed-beruházást.
- január 9–16. – George W. Bush nyolcnapos közel-keleti körútja: első állomása Jeruzsálem volt, ahol Simón Peresz államfővel és Ehúd Olmert miniszterelnökkel tárgyalt az izraeli–palesztin béke lehetőségéről, majd január 10-én a ciszjordániai Rámalláhba látogatott, ahol Mahmúd Abbász palesztin elnök fogadta. Ezt követően Kuvaitban felkereste az amerikai hadsereg Camp Arifjan bázisát, majd Bahreinbe (12-én), az Egyesült Arab Emírségekbe (13–14-én), Szaúd-Arábiába (15-én) és Egyiptomba (16-án) látogatott.
- január 10.
  - Kenyában – az egymással szemben álló – pártok megállapodnak abban, hogy egy olyan afrikai bizottság segítségével igyekszenek úrrá lenni a belpolitikai válságon, amelyet Kofi Annan volt ENSZ-főtitkár vezet.
  - Megváltoztatja a Postabank-perben hozott elsőfokú ítéletet a Fővárosi Ítélőtábla: a korábban felmentett Princz Gábort és társait másodfokon bűnösnek mondja ki.
- január 12.
  - Parlamenti választások Tajvanon.
  - A horvát parlament beiktatja hivatalába az Ivo Sanader vezette új jobbközép koalíciós kormányt.
- január 13.
  - Több mint 50 ezer ellenzéki tüntet a grúziai Tbiliszi központjában az elnökválasztás végeredménye miatt.
  - Nalcsikban – a Kabard- és Balkárföld fővárosában – ismeretlenek az utcán lelövik a szervezett bűnözés elleni csoport és a különleges kommandós alakulat főnökeit.
- január 14.A MESSENGER a Merkúrnál (fantáziarajz)

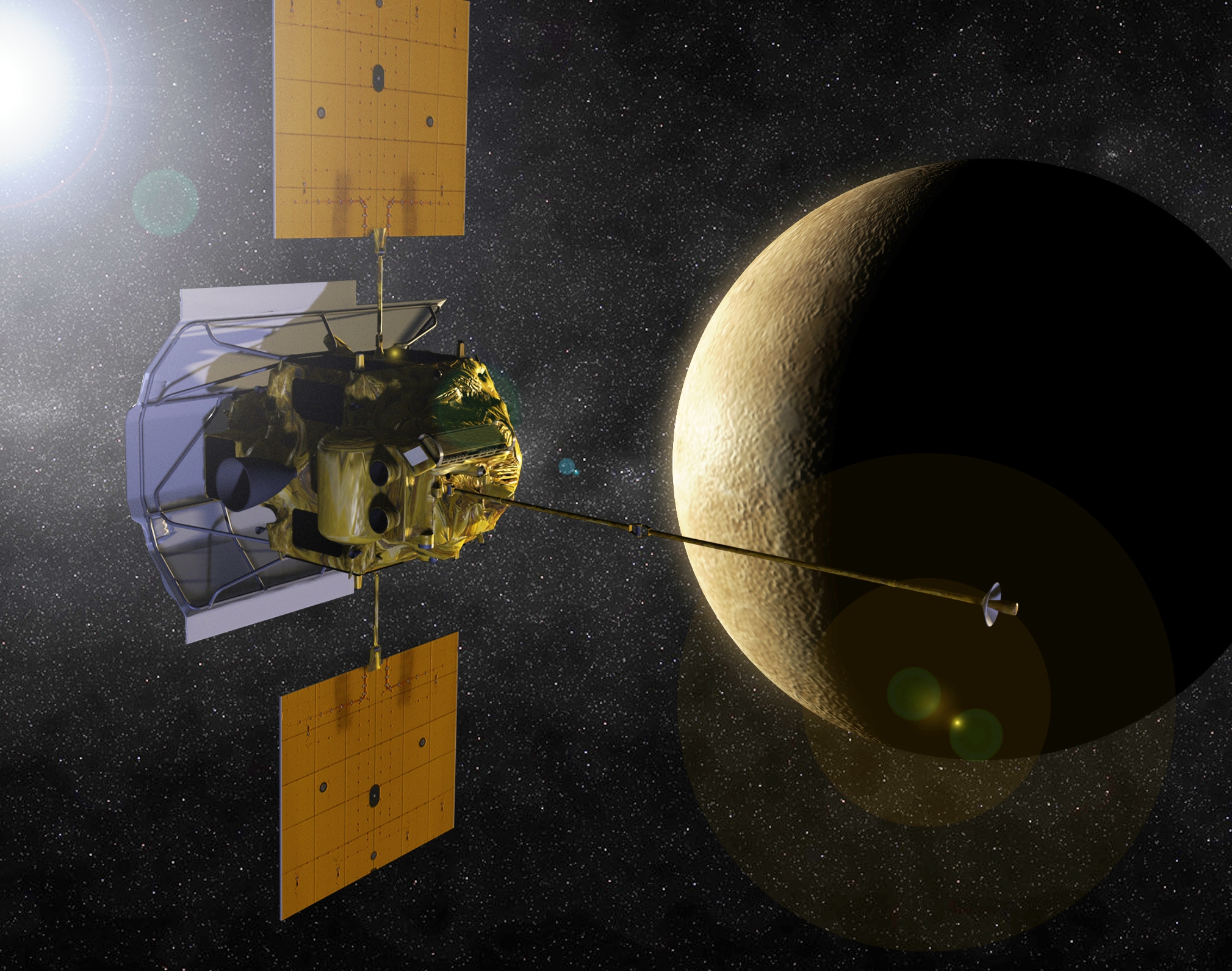
A MESSENGER a Merkúrnál (fantáziarajz)

  - A NASA MESSENGER nevű műholdja a Merkúrhoz az első utazását teszi meg a három közül, majd 2011-ben bolygó körüli pályára fog állni.
- január 15.
  - Az Ice Prince görög teherszállító hajó – 20 fős legénységgel és több mint ötezer tonna fűrészáruval a fedélzetén – elsüllyed Nagy-Britannia délnyugati partjainál, Devon közelében.
- január 16.
  - Lemond az olasz igazságügy-miniszter (Clemente Mastella), arra hivatkozva, hogy korrupció vádjával eljárást indítanak felesége ellen.
  - A kenyai kormány bejelenti, miszerint szívesen látja az afrikai közvetítőket az ország belpolitikai válságának megoldása érdekében.
  - A palesztinokkal való tárgyalások miatt kilép az izraeli kormányból Avigdor Liberman, a stratégiai ügyek minisztere.
  - Leteszi hivatali esküjét a hét évre újraválasztott üzbég elnök, Islom Karimov.
  - Sólyom László a Sándor-palotában, a parlamenti pártok frakcióvezetői előtt ismerteti új ombudsmanjelöltjeit: Fülöp Sándor a jövő nemzedékek ombudsmanja, míg Zombor Ferenc adatvédelmi biztos lenne.
- január 17. – Csalással, hivatali visszaéléssel és megvesztegetéssel vádolja meg Traian Băsescu román államfő Adrian Năstase egykori kormányfőt, valamint nyolc volt és hivatalban levő minisztert.
- január 18. – Rakétát lő ki egy izraeli repülőgép a Gázai övezetben lévő palesztin belügyminisztérium épületére. A támadás során egy ember meghal, több mint harmincan megsebesülnek.
- január 19. – Irakban, az ország északnyugati részén – az egyik legnagyobb síita vallási ünnepségről (asúra) hazatartó zarándokok közül – heten veszítik életüket egy rakétatámadás során. A budapesti Liszt Ferenc Nemzetközi Repülőtéren először száll le az AN-225-ös, a világ legnagyobb repülőgépe.
- január 20.
  - Nemzetgyűlési választások Kubában.
  - Tbilisziben, a parlament előtti téren – amerikai mintára megrendezett szabad ég alatti ceremónián, a meghívott külföldi és hazai vendégek előtt – beiktatják hivatalába Miheil Szaakasvili elnököt.
  - Nabih Berri libanoni házelnök bejelenti, hogy a január 21-ére tervezett elnökválasztást február 11-én tartják.
  - Elnökválasztás Szerbiában.
- január 21.
  - Clemente Mastella igazságügy-miniszter távozásával felbomlik az olasz kormánykoalíció.
  - A Kongói Demokratikus Köztársaság nemzetgyűlésének elnöke, Vital Kalmer sajtóértekezleten bejelenti, hogy egyezség jött létre a kormány és a lázadó szervezetek képviselői között az ország keleti felében dúló harcok befejezéséről.
- január 22.
  - Záhonynál az Európai Unió területére érkezik az első közvetlen Kína–Európa konténerszállító vonat.
  - Maszkos fegyveresek a gázai oldalról számos ponton felrobbantják a – két részre szakadt Rafah határvárost átszelő – mintegy 14 km-es betonfalat, majd az ezt követő hajnalon több száz palesztin hatol be egyiptomi területre.

- január 23.

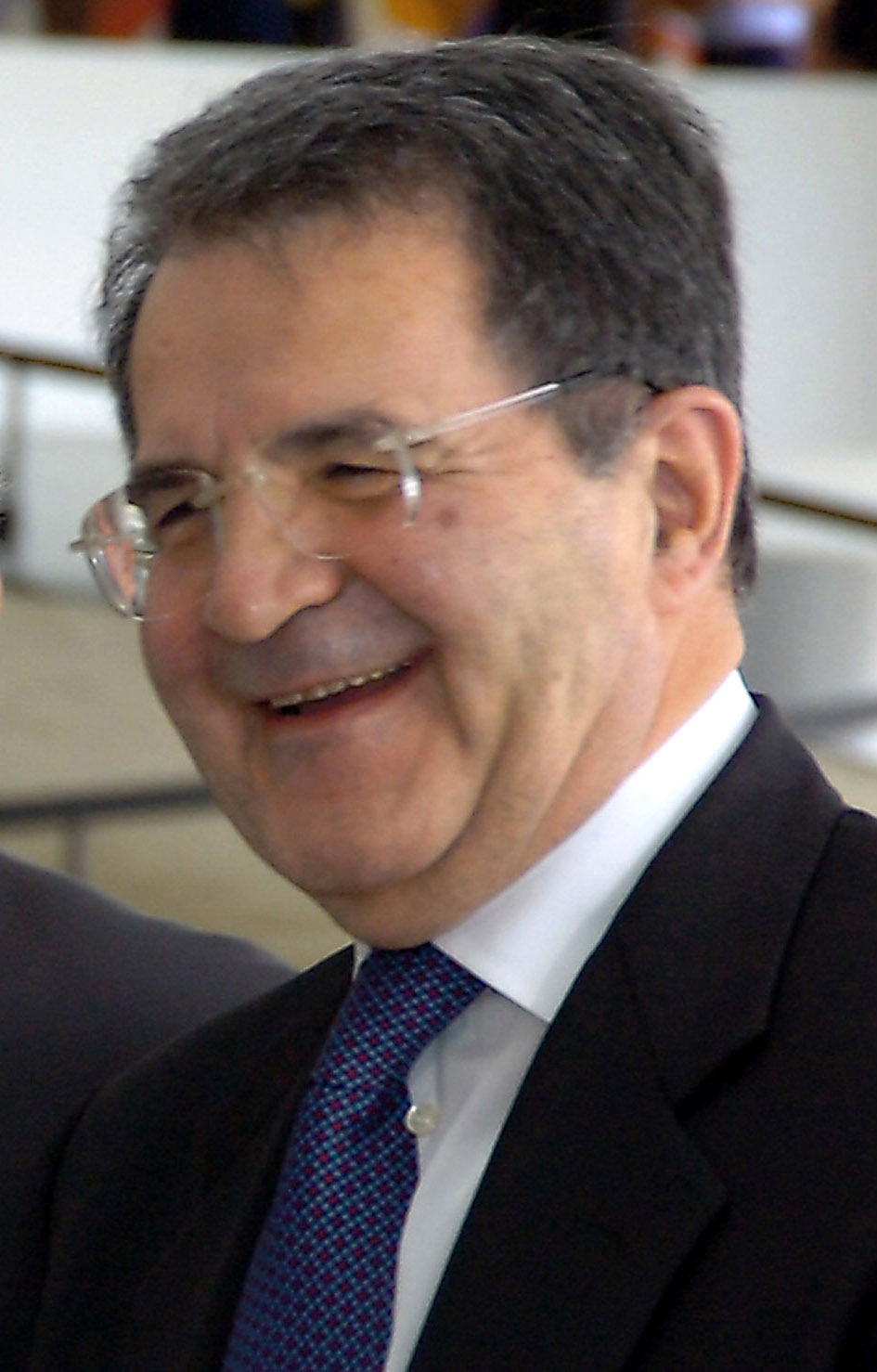
Romano Prodi

  - Kosztasz Karamanlisz személyében 49 év óta először látogat görög kormányfő Törökországba.
- január 24.
  - A bizalmi szavazás elvesztése után benyújtja lemondását az olasz miniszterelnök, Romano Prodi.
  - New York közelében három hajó – köztük egy olajszállító – ütközött össze.
  - Lemond Peter Hain, brit munka- és nyugdíjügyi miniszter, miután rendőrségi vizsgálat indult kampánypénzekkel kapcsolatos szabálytalanságok miatt.
  - Miheil Szaakasvili grúz elnök üdvözölte Szergej Lavrov orosz külügyminiszter nyilatkozatát, miszerint Koszovó függetlenségének kikiáltása orosz részről nem vonja maga után a Grúziától elszakadt Dél-Oszétia elismerését.
  - Vallomást tett Jérome Kerviel bróker, akinek ügyletein majdnem 5 milliárd eurót bukott a francia Société Générale bank.
- január 25.
  - Benyújtja lemondását František Kašický szlovák védelmi miniszter.
  - Boris Tadić szerb köztársasági elnök és Vojislav Koštunica kormányfő találkozik Vlagyimir Putyin orosz elnökkel Moszkvában.
  - Az olasz államfő, Giorgio Napolitano tárgyalásokat kezd Franco Marini szenátusi és Fausto Bertinotti képviselőházi elnökkel a Romano Prodi miniszterelnök lemondása nyomán kialakult belpolitikai válság rendezéséről.
- január 27.
  - Tartományi parlamenti választások Hessenben és Alsó-Szászországban. Mindkét parlamentbe bekerül a Die Linke, ahogy egy hónappal később a hamburgiba is.
- január 30. – cunamiriadót rendelnek el Indonéziában, miután a Richter-skála szerinti 6,6 erősségű földrengést észlelnek a Fűszer-szigetek (Maluku-szigetek) térségében.
- január 31.
  - Szabadlábra helyezik Franciaországban a 9. óta fogva tartott volt grúz védelmi minisztert, Irakli Okruasvilit, akinek letartóztatását a grúz kormány kérte.

### Február
- február 2. – Heves harcok törnek ki a csádi kormányerők és lázadó fegyveresek között N’Djamena közelében, majd a lázadó fegyveresek betörnek a fővárosba és körülzárják az elnöki palotát. Az Afrikai Unió elnöke bejelenti, hogy a szervezet mindaddig kizárja Csádot tagjai sorából, míg a demokratikus rend helyre nem áll.
- február 2–3. – Több erős földrengés rázza meg a kelet-afrikai Nagy-tavak vidékét; Ruandában és a Kongói Demokratikus Köztársaságban 43-an halnak meg, több százan megsérülnek.
- február 3.
  - Boris Tadić, a Demokrata Párt elnöke – addigi szerb államfő – a szavazatok 50,6%-ával megnyeri a szerbiai elnökválasztás második fordulóját.
  - Hervé Morin francia védelmi miniszter az Europe 1 rádióban bejelenti, hogy a lázadókkal vívott harcokban életét vesztette Daoud Soumain csádi vezérkari főnök 1-jén.
- február 5.
  - Giorgio Napolitano olasz köztársasági elnök feloszlatja a parlamentet.
  - Sólyom László köztársasági elnök a bolgár államfő, Georgi Parvanov meghívására Szófiába látogat.
- február 6.
  - Az Adriai-tengeren, Isztambulból Triesztbe tartó török teherhajó 200 tehergépkocsival, olajszármazékokkal és kilenctonnányi veszélyes anyaggal a fedélzetén kigyullad és elsüllyed Rovinj horvát kikötővárostól 13 tengeri mérföldre.
  - Alessandro Bianchi szállítási miniszter bejelenti, hogy az előrehozott olaszországi parlamenti választások dátuma: április 13–14.
  - Ecuadorban kitör a Tungurahua tűzhányó.
- február 7. – Benyújtotta lemondását Edward Lowassa tanzániai kormányfő és két minisztere, mert a nevüket kapcsolatba hozták egy korrupciós üggyel.
- február 9.
  - A japán védelmi minisztérium közlése szerint egy orosz harci repülőgép rövid időre behatolt Japán légtérbe, a csendes-óceáni Idzu-szigetek déli része felett, Tokiótól 650 km-re délre, helyi idő szerint reggel fél nyolckor (közép-európai idő szerint 8-án éjjel fél tizenkettőkor).
  - Kudarcba fullad a cseh államfőválasztás, miután a harmadik fordulóban egyik jelölt sem szerzi meg a győzelemhez szükséges szavazatszámot. A pártelnökök megegyeznek, hogy 15-én megismétlik a választást.
  - A libanoni parlament – 14. alkalommal – ismételten elhalasztja az államfő megválasztását.
  - A Richter-skála szerint 5,4-es erősségű földmozgás rázza meg Mexikó északnyugati részét, melynek epicentruma az egymillió lakosú Mexicali város közelében volt.
  - Az ankarai parlament, az alkotmányt is módosítva kimondta, hogy szabad a muszlim fejkendő viselete a törökországi egyetemeken.
- február 10.
  - A mianmari katonai kormányzat bejelenti, hogy májusban népszavazást rendeznek az új alkotmányról, 2010-ben pedig általános választásokat tartanak.
  - Ukrajna hajlandó kifizetni a Gazprom orosz gázipari céggel szemben felhalmozott tartozását, ha az ukrán Naftohaz közvetlenül a Gazpromtól, közvetítő cég beiktatása nélkül vásárolhatja meg a földgázt – jelenti ki Olekszandr Turcsinov, a miniszterelnök első helyettese.
- február 11.
  - Sikertelen katonai hatalomátvétel Kelet-Timorban; a zendülők megtámadják Xanana Gusmão miniszterelnököt, José Ramos-Horta államfőt pedig otthona előtt hasba lövik. A Nobel-békedíjas elnököt egy ausztráliai kórházba szállítják.[1]
  - Porig ég a dél-koreai főváros, Szöul egyik fő nevezetessége, a 14. századi városfalból fennmaradt déli kapu kétszintes, pagodatetős építménye.[2]
  - Több ezer diák tüntet Belgrádban, követelve Szerbia Európai Unióhoz való közeledésének folytatását, amely körül egyelőre bizonytalan kimenetelű politikai válság alakult ki.
- február 12. – A Richter-skála szerinti 6,6-os erősségű földrengés rázza meg Mexikó déli, Oaxaca térségét.
- február 13.
  - Az ausztrál kormány előterjeszti a parlamentben azt a történelmi jelentőségű indítványt, amelyben ünnepélyesen bocsánatot kérnek az őslakosoktól azokért az igazságtalanságokért, amelyeket 1910–1970 között követtek el ellenük az egymást követő kormányok.
  - A moszkvai látogatáson tartózkodó ukrán elnök kijelenti, hogy a NATO-tagságra pályázó Ukrajna hajlandó egy külön törvényben megtiltani a NATO-nak, hogy támaszpontot létesítsen az ország területén.
  - Abdullah A. Badawi maláj miniszterelnök feloszlatja a parlamentet, és bejelenti, hogy előrehozott választásokat tartanak; Mizan Zainal Abidin király jóváhagyja a tervet.
  - Kevin McCabe skót üzletember nyeri a Fradi-tendert, ezzel megszerezi a jogot, hogy megvásárolhassa a Ferencvárost a hozzá tartozó ingatlanokkal együtt.
- február 14.
  - Nyílt háborút hirdet Izrael ellen a Hezbollah egyik vezetője, miután 12-én robbantásos merényletben megölték Emád Mugnijét, a szervezet egyik vezetőjét Damaszkuszban. Az izraeli kormány figyelmezteti nagykövetségeit és készenlétbe helyezi hadseregét.
  - A szerb kormány határozatban nyilvánítja semmisnek Koszovó még ezután kikiáltandó függetlenségét.
  - 6,7-es erősségű földrengés rázza meg Görögország déli részét, melynek epicentruma – a peloponnészoszi Kalamáta várostól délre – a tengerben volt.
  - Az al-Káida terrorhálózathoz kötődő iszlám szélsőségesek merényletet terveznek Gloria Arroyo Fülöp-szigeteki elnök ellen, azonban az akciót meghiúsítják a hatóságok.
- február 15. – Viszonylag erős – a Richter-skálán 5-ös – földrengés rázza meg Dél-Libanont.
- február 17.
  - A pristinai parlament rendkívüli ülésén közfelkiáltással kinyilvánítja Koszovó függetlenségét Szerbiától. Fatmir Sejdiu elnök, Hashim Thaçi miniszterelnök és Jakup Krasniqi házelnök aláírja a „független és demokratikus állam” megalakulásáról szóló nyilatkozatot.
  - Zavargások kezdődnek Szerbiában a koszovói függetlenség ellen, kövekkel és fáklyákkal dobálják meg az Egyesült Államok nagykövetségét és az Európai Unió soros elnöki tisztét betöltő Szlovénia diplomáciai képviseletét. Koszovó címere
- február 18.

Koszovó címere

  - Az Egyesült Államok, Nagy-Britannia, Franciaország, Törökország, Albánia, Costa Rica és Afganisztán elismeri Koszovó függetlenségét.
  - Szigorú biztonsági intézkedések mellett parlamenti választásokat tartanak Pakisztánban.
  - Gyurcsány Ferenc bejelenti az Új Tulajdonosi Program megkezdését
- február 19. – Fidel Castro lemond a kubai államtanács elnöki (államfői) tisztségéről.
- február 20. – A Richter-skála szerint 6,6-os erősségű földrengés rázza meg az indonéziai Szumátra szigetét.
- február 21.
  - Olaszország elismeri Koszovót, aminek hatására Belgrád azonnali hatállyal visszahívja római diplomatáját. Független államnak ismeri el továbbá Koszovót Észtország, Dánia és Luxemburg is.
  - Belgrádban, a volt jugoszláv parlament előtti téren több mint háromszázezer ember gyűlik össze a Koszovó függetlensége ellen szervezett tömegtüntetésen. Támadás éri a horvát nagykövetséget, továbbá néhány száz tüntető betör az Egyesült Államok belgrádi külképviseletére, és felgyújtják az épületet. Raúl Castro kubai államfő

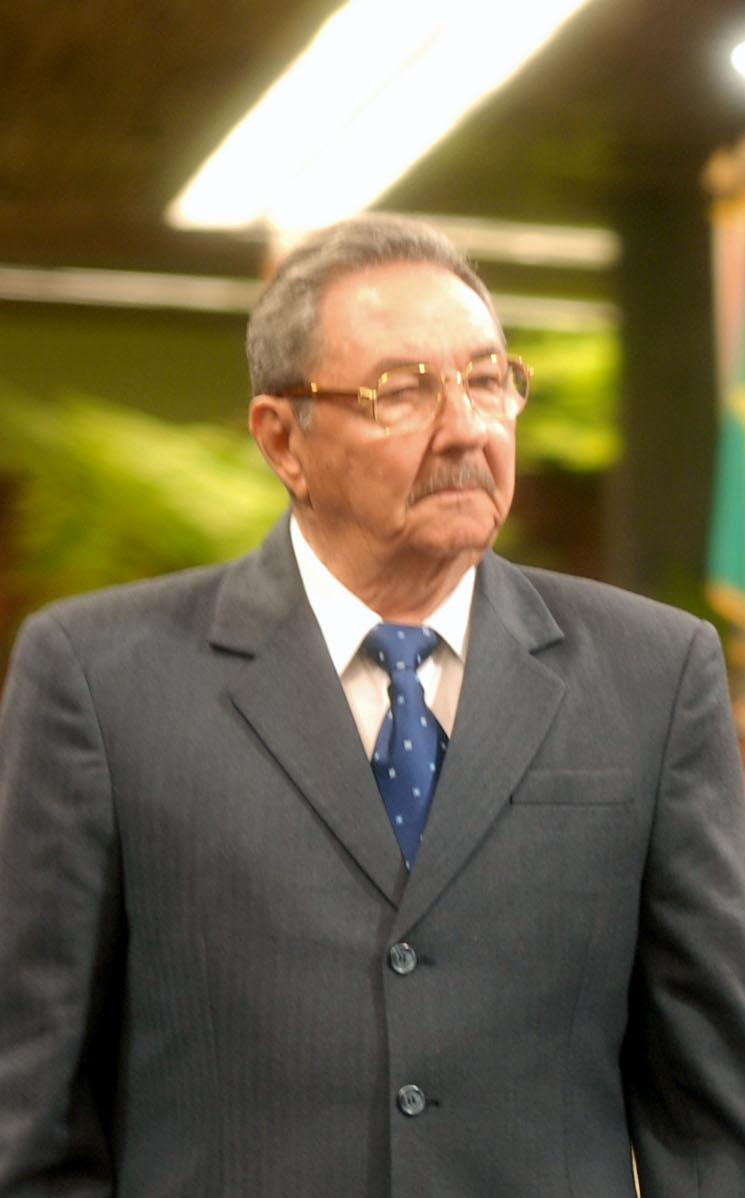
Raúl Castro kubai államfő

- február 22. – Peru hivatalosan is elismeri Koszovót.
- február 24.
  - A kubai nemzetgyűlés elnöke bejelenti, hogy öt évre Raúl Castro Ruzt választották meg az államtanács elnökévé.
  - A hamburgi tartományi parlamenti választáson a kereszténydemokraták győznek, azonban 43%-os eredményük nem elegendő az abszolút többséghez.
  - Belgium elismeri Koszovó önállóságát.
- február 25. – A német alsó-szászországi tartományban konzervatív-szabaddemokrata kormány alakul.
- február 26.
  - Lengyelország elismeri a független Koszovót.
  - A Magyar Nemzeti Bank eltörli a forint 30%-os árfolyamsávját
- február 27. – Svájc elismeri Koszovót.
- február 28.
  - Ausztria elismeri Koszovó függetlenségét.
  - Amerikai–bolgár kétoldalú katonai megállapodás aláírása Szófiában, amely lehetővé teszi az amerikai katonák számára, hogy bolgár támaszpontokat használjanak.[3]
  - Bezár a Kultiplex
- február 29.
  - Milo Djukanovics Montenegró új miniszterelnöke.
  - Irakban fegyveresek elhurcolják Paulos Faraj Rahhót, a káld katolikus egyház moszuli érsekét.
  - Dermot Ahern ír külügyminiszter közzéteszi, hogy a dublini kormány elismeri Koszovót.
  - Az iraki elnöki tanács jóváhagyja a volt belügyminiszter, Ali Haszán Madzsid – közismert nevén „Vegyi Ali” – kivégzését az iraki kurdok ellen végrehajtott 1980-as népirtás kitervelése miatt.

### Március
- március 1.
  - Simor Andrásnak, a Magyar Nemzeti Bank elnökének 10/2007. (X.1.) MNB rendelete értelmében kivonják a forgalomból az 1 és 2 forintos címletű érméket, mivel azok már kevésbé voltak használatosak.
  - Robert Kocsarján államfő szükségállapotot hirdet ki Örményországban.
- március 2. – Oroszország új köztársasági elnököt választ. (Dmitrij Medvegyevet elnökké választották, aki kinevezi elődjét, Putyint kormányfővé.)[4]
- március 4. – Svédország és Hollandia is elismeri a független Koszovót.
- március 5.
  - Elismeri Koszovó függetlenségét Szlovénia és Írország.
  - Venezuela mozgósítja egész hadsereget a szomszédos Kolumbiával kirobbant vita miatt.
  - Dél-Oszétia felkéri Oroszországot, az ENSZ-t, az Európai Uniót és a Független Államok Közösségének minden tagállamát, hogy ismerje el függetlenségét.
- március 6.
  - Condoleezza Rice amerikai külügyminiszter elutasította Dél-Oszétia függetlenségét.
  - A nicaraguai elnök, Daniel Ortega bejelenti, hogy megszakítja diplomáciai kapcsolatait Kolumbiával, így a dél-amerikai konfliktusban Venezuela és Ecuador mellé áll.
- március 7.
  - A Grúziából kiszakadt Abházia hivatalosan is az ENSZ-hez, az Európai Unióhoz és az EBESZ-hez fordul és kéri függetlensége elismerését.
  - Tarja Halonen finn köztársasági elnök bejelenti, hogy országa elismeri Koszovó függetlenségét.
  - Csehországban leteszi hivatali esküjét Václav Klaus, akit február közepén választottak meg újra államfővé.
- március 8.
  - Parlamenti választásokat tartanak Máltán és Malajziában.
  - Lemond Vojislav Koštunica szerb miniszterelnök, kormányát pedig feloszlatja.
- március 9.
  - Parlamentet választanak Spanyolországban.
  - A tandíjról, a vizitdíjról és a kórházi napidíjról szóló népszavazás Magyarországon („szociális népszavazás”).[5]
- március 11. William J. Fallon admirális

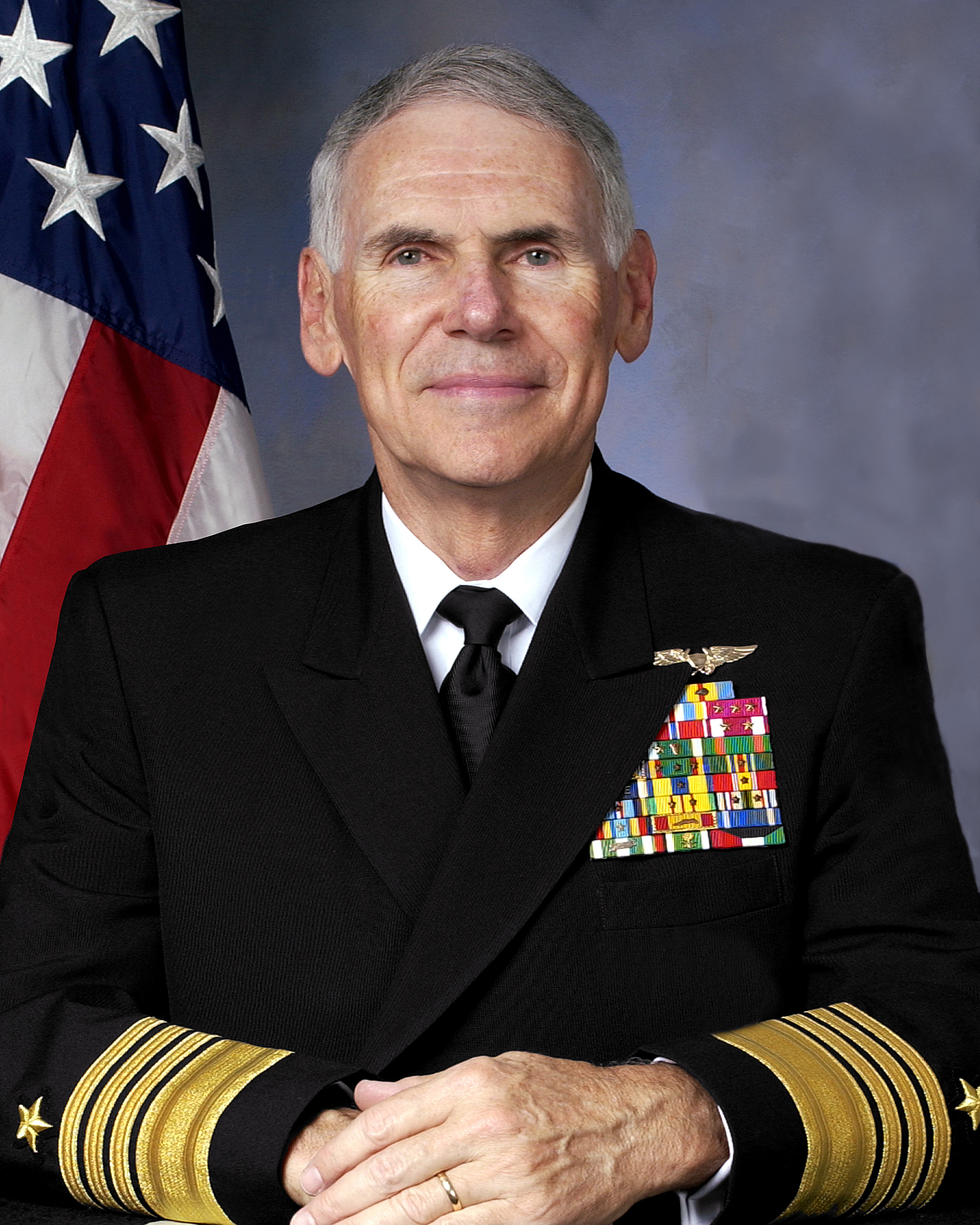
William J. Fallon admirális

  - Lemond tisztségéről az Egyesült Államok közel-keleti főparancsnokságának vezetője, William J. Fallon admirális, aki egyben az iraki és az afganisztáni háborúkban harcoló amerikai csapatok főparancsnoka.
  - Gyurcsány Ferenc bejelenti, hogy meneszti a Magyar Villamos Művek vezérigazgatóját, a poszton Mártha Imre követi.
- március 12.
  - A Budapesti Katonai Ügyészség vádat emel hatrendbeli szolgálati visszaélés vétsége miatt Gergényi Péter nyugállományú rendőr vezérőrnagy ellen.
  - Lemond Eliot Spitzer, New York állam demokrata párti kormányzója, miután a republikánus ellenzék alkotmányos vádeljárással fenyegeti meg.
  - A Fővárosi Bíróságon dulakodás támad a Magyar Gárda több tagja az Országos Cigány Önkormányzat képviselői között, a Gárda feloszlatására kezdeményezett per első tárgyalása előtt.
  - Minszk követelésére elhagyja Fehéroroszországot az Egyesült Államok nagykövete, miután Washington szankciókat vezetett be az ország olajvállalata ellen.
  - Az ingusföldi elnök, Murat Zyazikov meneszti a kormányt, s azt ideiglenesen – az új kormány hivatalba lépéséig – Hova Jevlojeva első miniszterelnök-helyettes vezeti.
- március 13. – Az orosz alsóháznak, a volt Szovjetunió területén lévő, elszakadásra törekvő vidékek „helyzetének rendezéséről” szóló meghallgatásán Dél-Oszétia képviselői országuk függetlenségének mihamarabbi elismerésére szólítanak fel. A képviselőház illetékes bizottsága orosz képviseletek megnyitását javasolja a kormánynak a szakadár köztársaságokban.
- március 14.
  - A 2008-as tibeti zavargásokkor a tibeti szeparatisták erőszakos cselekmények sorát indították el, melynek során megtámadták a kormány épületeit és a han kínaiak boltjait.
  - II. Erzsébet brit királynő megnyitja a londoni Heathrow repülőtér ötödik terminálját.
  - A Richter-skála szerinti 5,2-es erősségű földrengés rázza meg a görög Peloponnészosz-félsziget déli partvidékét.
  - Parlamenti választások Iránban.
- március 15.
  - A tibeti emigráns kormány közzéteszi, miszerint 80 halálos áldozata és több mint hetven sebesültje van a lhászai függetlenségi tüntetésnek, azonban a kínai – hivatalos hírügynökség – szerint tízen haltak meg.
  - A kínai parlament újabb öt évre választja meg államfőnek Hu Juntaót, kormányfőnek Wen Jiabaót.
- március 17.
  - Washingtonban aláírják az amerikai–magyar vízummentességi szerződés alapját jelentő egyetértési nyilatkozatot. Hasonló dokumentumot ír alá Michael Chertoff amerikai belbiztonsági miniszter Szlovákia és Litvánia képviselőjével is.
  - Koszovszka Mitrovicában az ENSZ–rendőrség – hajnalban – visszafoglalja a Koszovó függetlensége ellen tiltakozó szerb alkalmazottaktól a városi bíróság épületét, s több tucat embert őrizetbe vesz.
  - Még a délelőtt folyamán – Kosovska Mitrovica északi részének feldühödött – szerb lakói kövekkel és Molotov-koktélokkal támadják az ENSZ–közigazgatás rendfenntartóit (UNMIK). A tömegből automata fegyverekkel és kézigránátokkal is támadják az UNMIK egységeket. A zavargásokban 63 ENSZ–rendőr és közel 70 koszovói szerb sebesül meg, 32 embert vesznek őrizetbe.
  - A kuvaiti kormány minden tagja benyújtotta lemondását a miniszterelnöknek, Nászer asz-Szabáhnak.
- március 18.
  - Yves Leterme, a flamand kereszténydemokrata vezető ötpárti szövetségi kormányt alakít Belgiumban, 280 napi alkudozás és két sikertelen nekifutás után.
  - Japán és Kanada elismeri a független Koszovót.
- március 19.
  - Magyarország, Horvátország és Monaco elismeri Koszovó önállóságát.
  - Washingtonban tárgyal Miheil Szaakasvili grúz államfő, akit George W. Bush arról biztosít, hogy az észak-atlanti szövetség bukaresti csúcsértekezletén nyomást fog gyakorolni annak érdekében, hogy kezdjék meg a csatlakozási tárgyalásokat Grúziával.
  - Lemond a Vasile Tarlev vezette moldovai kormány. Hamid Karzai és Dick Cheney Kabulban
- március 20.

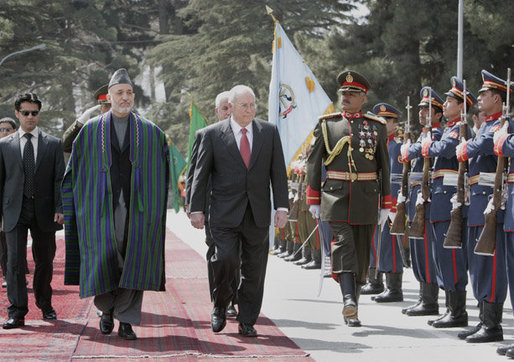
Hamid Karzai és Dick Cheney Kabulban

  - Bulgária elismeri Koszovó függetlenségét.
  - Belgrád visszahívja budapesti, zágrábi és szófiai nagykövetét, mivel a szomszédos országok kormányai elismerik Koszovó függetlenségét.
  - Athénban tüntetők tömege megpróbál behatolni a parlament épületébe, ahol a képviselők a nyugdíjreformról szavaztak, azonban a 300 radikális tiltakozót a rendőrök könnygázzal és gumibottal fékezik meg. A tiltakozások ellenére az athéni törvényhozás megszavazza a nyugdíjrendszer átalakítását.
  - A Biztonsági Tanács egy évvel meghosszabbítja az afganisztáni ENSZ-misszió mandátumát.
  - Leteszi a hivatali esküt II. Albert belga király előtt az Yves Leterme flamand kereszténydemokrata politikus vezette – ötpárti új – kormány.
- március 21.
  - Sólyom László köztársasági elnök – a külügyminiszter javaslatára – elhatározza a nagyköveti szintű diplomáciai kapcsolatok felvételét a Koszovói Köztársasággal.[6]
- március 22. – Elnök–, illetve – egyidejűleg – népszavazást is tartanak Tajvanon arról, hogy az ország törekedjen-e az ENSZ–tagság elérésére, és ha igen, milyen néven.
- március 23. – Húsvétvasárnap. A húsvét 1913 óta nem esett erre a napra.
- március 24. – Irakban 4000 fölé emelkedik a harcokban elesett, illetve erőszakos cselekményekben meghalt amerikai katonák száma.
- március 25.
  - Minszkben rohamrendőrök oszlatnak fel egy – nem engedélyezett – ellenzéki tüntetést; a felvonulók a népköztársaság kikiáltásának 90. évfordulóját akarták megünnepelni és egyben Aljakszandr Rihoravics Lukasenka elnök lemondását követelték.
  - Leteszi a hivatali esküt Pakisztán új miniszterelnöke, Júszaf Raza Gíláni.
- március 27.
  - Az iraki hatóságok háromnapos kijárási tilalmat rendelnek el Bagdadban, megakadályozandó a Mahdi hadserege síita milícia és az iraki biztonsági erők közötti összecsapásokat.
  - Baszra közelében – a kormányerők és síita fegyveresek között dúló harcok közepette – felrobbantják Irak két fő olajvezetékének egyikét.
  - Donald Tusk lengyel miniszterelnök – egy újságinterjúban – kijelenti, hogy a Tibetben kialakult helyzet miatt nem vesz részt a pekingi olimpia megnyitóján.
  - Átadják Tiszalökön a ppp konstrukcióban készült, európai színvonalú börtönt.
- március 30.
  - Az országgyűlés Majtényi Lászlót választotta az ORTT elnökévé
- március 31.
  - Kormányválság Magyarországon. Gyurcsány Ferenc miniszterelnök felmenti Horváth Ágnes egészségügyi minisztert. Az SZDSZ-frakció azt javasolja az ügyvivői testületnek, hogy az SZDSZ április 30-ától hívja vissza minisztereit és államtitkárait.

### Április

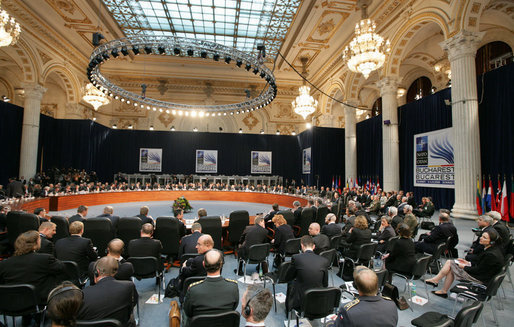
Bukaresti NATO-csúcs (április 2–4.)

- április 2–4. – Bukaresti NATO-csúcstalálkozó, ahol Magyarország bejelenti, hogy növeli jelenlétét Afganisztánban, és továbbra is részt vesz a koszovói, illetve a többi NATO-misszióban. A szövetség ülésén döntés születik Horvátország és Albánia NATO-ba való meghívásáról.[7] Macedóniát viszont, Görögországgal való névvitája miatt nem vették fel a szövetségbe.
- április 2.
  - A korrupcióval vádolt Bertie Ahern ír kormányfő egy dublini sajtótájékoztatón bejelenti, hogy május 6-án benyújtja lemondását.[8]
  - Nicosia óvárosában, a tűzszüneti vonal által kettévágott Ledra utcában – 45 év után újra – megnyitják a gyalogosforgalmat a görög és a török városrész között.
- április 3. – A Jugoszlávia területén elkövetett háborús bűnöket vizsgáló Hágai Nemzetközi Törvényszék bizonyíték hiányában felmenti Ramush Haradinaj volt koszovói kormányfőt, akit a koszovói függetlenségi harcok során (1998-ban) elkövetett bűncselekményekért 2005-ben fogtak perbe.
- április 4.
- április 4–6. – A Kelet-Európába tervezett amerikai rakétapajzsról, a NATO keleti bővítéséről és aktuális nemzetközi kérdésekről tanácskozik Szocsiban George W. Bush amerikai és Vlagyimir Putyin orosz elnök.
- április 7. – A BKV dolgozóinak mintegy 80%-a vesz részt a többlettámogatásért folytatott sztrájkban, ami számottevő fennakadásokat okoz. Elérték, hogy a férőhelykilométer-teljesítményt a tervezettnél kisebb, 10 helyett csak 2,7%-kal kellett csökkenteni.
- április 7–11. – A budapesti Hollán Ernő utcában egymást követő két tüntetéssorozat zajlik le a Broadway jegyiroda előtt. Az eseményen számos politikus, köztük Gerhard Schröder egykori német kancellár és Gyurcsány Ferenc miniszterelnök is részt vesz.
- április 8. – A MÁV Általános Biztosítóegyesület (MÁV ÁBE) kötelező gépjármű-felelősségbiztosításának terjesztését felfüggeszti a Pénzügyi Szervezetek Állami Felügyelete, az egyesület elnökét letartoztatják. Az egyesület engedélyét augusztus 15-én vonja vissza a PSZÁF.
- április 10. – A Nepáli Kommunista Párt nyeri a nepáli parlamenti választást, az új alkotmányos nemzetgyűlés eltörli a hindu királyságot, kikiáltja a köztársaságot, Dnyánendra királyt trónfosztják.
- április 11.
  - Az ENSZ főtitkár szóvivője sajtótájékoztatón bejelenti, hogy Pan Gimun nem megy el Pekingbe, az olimpia megnyitó ünnepségére; hivatalos indoklás szerint programtorlódás miatt.
  - Lemond Adrian Cioroianu román külügyminiszter, miután egy lengyelországi börtönben – éhségsztrájkját követően – meghal egy 33 éves román férfi (9-én).
- április 12. – I. János Károly király és Zsófia királyné jelenlétében a madridi Zarzuela palotában leteszi a hivatali esküjét José Luis Rodríguez Zapatero spanyol miniszterelnök.
- április 13.
  - A szervezett bűnözés elleni harc elégtelensége miatt lemond tisztségéről a bolgár belügyminiszter, Rumen Petkov.[9]
  - A Pesti Központi Kerületi Bíróság elrendeli a MÁV Általános Biztosító Egyesület (MÁV ÁBE) négy munkatársának előzetes letartóztatását, másik kettőnek pedig a házi őrizetét.[10]
- április 14.
  - A magasabb fizetésért tüntető vasüzemi dolgozók összetűzésbe kerülnek a rendőrökkel a romániai Galaţi városában.
  - Silvio Berlusconi és pártja magas fölénnyel nyer az olasz előrehozott parlamenti választásokon.
- április 15.
  - Meghal Antal Imre, a Magyar Televízió örökös tagja.

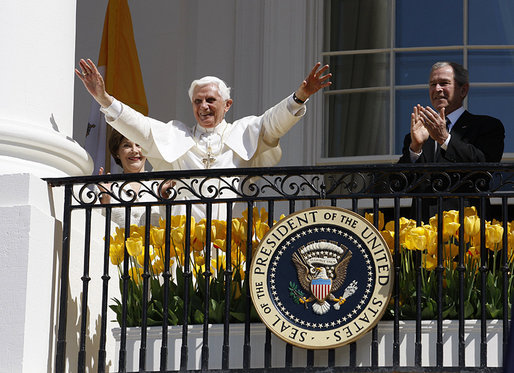
XVI. Benedek pápa Washingtonban

- április 15–20. – Hatnapos látogatásra az Egyesült Államokba érkezik XVI. Benedek pápa.
- április 17.
  - Az elnöki palota kertjében teszi le a hivatali esküt Kenyában a hatalom megosztásán alapuló új, Raila Odinga vezette nagykoalíciós kormány.
  - Hazatér José Ramos-Horta kelet-timori elnök két hónappal azután, hogy egy államcsínykísérlet során súlyosan megsebesült, és egy ausztráliai kórházba ápolták.
- április 18.
  - A NATO és az Európai Unió támogatásáról biztosíja Grúziát azzal kapcsolatban, hogy Oroszország szorosabbra akarja fonni kapcsolatait a szakadár grúziai köztársaságokkal.
  - Az afganisztáni Uruzgán tartományban egy pokolgépes merényletben életét veszti a holland hadsereg parancsnoka, Peter van Uhm tábornok fia, Dennis van Uhm főhadnagy és társa, míg két másik katona megsebesül.[11]
- április 20.
  - A nepáli hatóságok katonákat és rendőröket vezényelnek a Mount Everestre, hogy megakadályozzák az esetleges Tibet melletti tüntetéseket, miközben Kína a világ legmagasabb csúcsára viszi fel az Olimpiai Lángot.
  - A „szegények püspöke”, Fernando Lugo nyeri a elnökválasztásokat Paraguayban.
- április 21.
  - Díszpolgári címet adományoz Párizs a dalai lámának és Hu Csia bebörtönzött kínai ellenzékinek.
  - Dnyánendra nepáli király bejelenti, hogy – annak ellenére, hogy a Nepáli Kommunista Párt győzött a választásokon – nem vonul külföldi száműzetésbe.
- április 23. – A portugál parlament megerősíti a lisszaboni szerződést.
- április 25. – Kína bejelenti, hogy a közeljövőben tárgyalni fog a dalai láma megbízottjával. A döntést az Európai Unió és Washington is üdvözölte.[12]
- április 27.
  - Letartóztatják Josef Fritzlt, az amstetteni vérfertőzőt.
- április 28. – Gyurcsány Ferenc kormányfő – a parlamentben – bemutatja új minisztereit.
- április 29. – Oroszország megnöveli békefenntartó kontingensének létszámát Dél-Oszétiában, mivel a régió konfliktuszónájában kiéleződött a helyzet.
- április 30.
  - Az ellenzék jelöltje, Morgan Tsvangirai 47, Robert Mugabe jelenlegi elnök 43 százalékot szerzett a zimbabwei elnökválasztáson, ami következtében második fordulót kell tartani.
  - Túlélte a bizalmi szavazást a Mirek Topolánek vezette cseh jobbközép koalíciós kormány.
  - Távozik a Gyurcsány-kormány három minisztere, Horváth Ágnes egészségügyi, Fodor Gábor környezetvédelmi és Kákosy Csaba gazdasági és közlekedési miniszter.
  - Szergej Lavrov orosz külügyminiszter bejelenti, hogy Oroszország nem szándékozik háborúzni, de ha Grúzia erőszakos forgatókönyvet akar megvalósítani, Moszkva kénytelen lesz állampolgárai védelme érdekében válaszlépéseket tenni.

### Május
- május 1.
  - Korszakos vereséget szenved a brit munkáspárt a helyhatósági választáson.
  - Bevezetik Magyarország közúti közlekedésében a zéró tolerancia (a gépkocsivezető alkoholfogyasztásával kapcsolatban) és az objektív felelősség (ha a vezető kiléte nem bizonyítható, bizonyos esetekben a gépjármű üzemben tartóját vonhatják felelősségre) elvét.
- május 4. – Távozik a Szociális és Munkaügyi Minisztérium éléről Lamperth Mónika.[13]
- május 5. Az új orosz államfő, Dmitrij Medvegyev

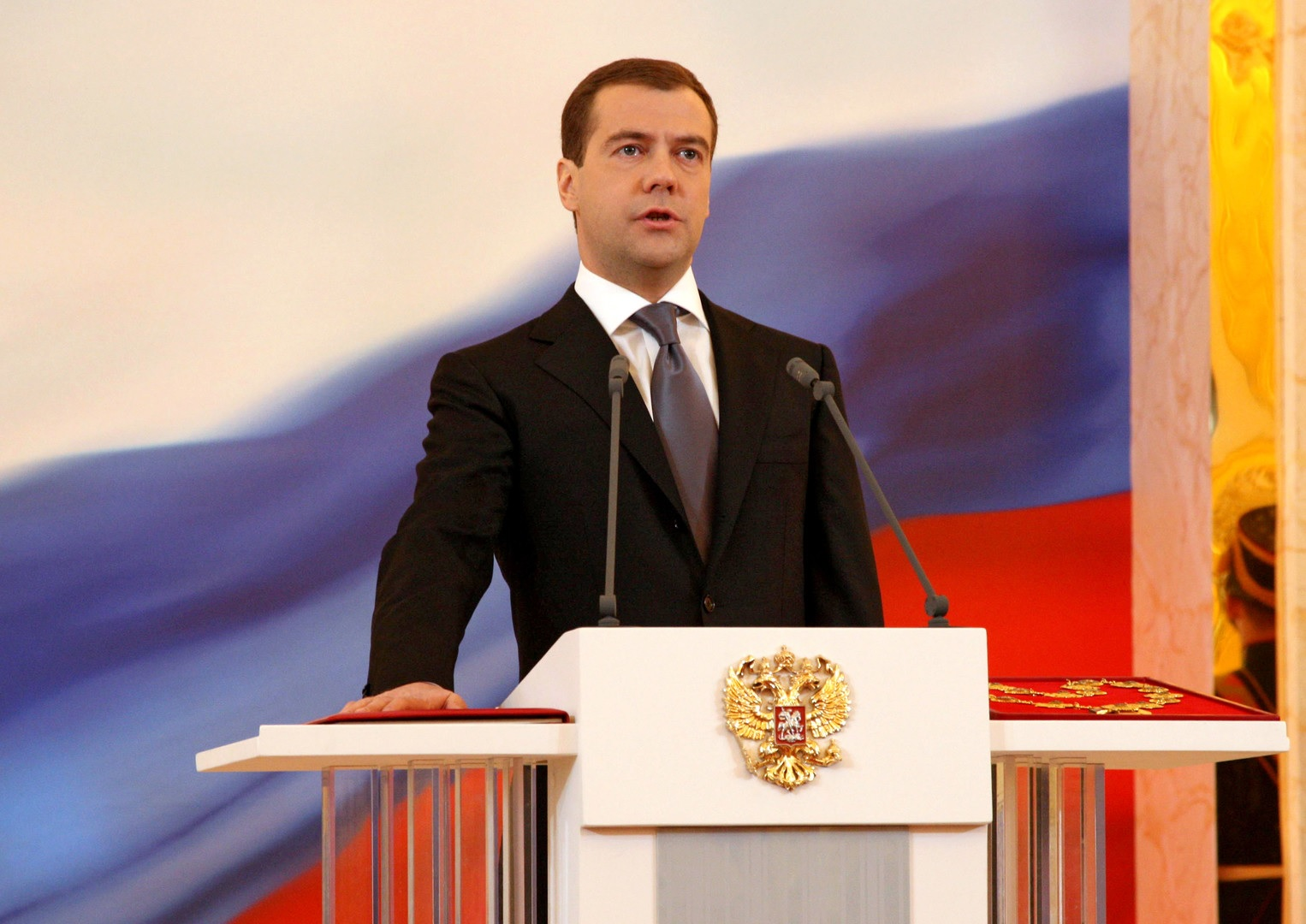
Az új orosz államfő, Dmitrij Medvegyev

  - Leteszik hivatali esküjüket a kisebbségi kormány tagjai, Székely Tamás egészségügyi miniszter, Szabó Pál gazdasági és közlekedési miniszter, Szabó Imre környezetvédelmi és vízügyi miniszter, Szűcs Erika szociális és munkaügyi miniszter, illetve Molnár Károly kutatás-fejlesztésért felelős tárca nélküli miniszter.[14]
  - XVI. Benedek pápa nagybecskereki megyés püspöknek Német László verbita szerzetest nevezi ki.
- május 6.
  - Pálinkás Józsefet választják meg a Magyar Tudományos Akadémia új elnökének. Pálinkás azonnali hatállyal lemond fideszes párttagságáról és parlamenti képviselői mandátumáról.
  - Benyújtja lemondását az ír miniszterelnök, Bertie Ahern.
  - Tíz év után – Hu Csin-tao személyében – először tárgyal kínai államfő Japánban.
- május 7.
  - A moszkvai Kreml Nagy Palotájának András-termében a Putyin által támogatott Dmitrij Medvegyev új orosz elnök leteszi hivatali esküjét.
  - Írországban Brian Cowen – eddigi pénzügyminiszter, miniszterelnök-helyettes – alakít kormányt.
  - Az orosz Állami Duma rendkívüli ülésén – nyílt szavazással –, 392 szavazattal 56 ellenében jóváhagyja Vlagyimir Putyin kinevezését kormányfővé.
  - Leteszi hivatali esküjét az új, Silvio Berlusconi vezette olasz kormány.
  - Izrael a zsidó állam kikiáltásának 60. évfordulóját ünnepli.
- május 11.
  - Pünkösdvasárnap.
  - Előrehozott parlamenti választásokat tartanak Szerbiában.
  - Szudán megszakította diplomáciai kapcsolatait Csáddal, mivel egy darfuri lázadó csoport – a szomszédos ország támogatásával, előzőleg – megpróbálta elfoglalni a szudáni főváros, Kartúm egyik elővárosát. Földrengés Szecsuanban (május 12.).

Földrengés Szecsuanban (május 12.).

- május 12. – Richter-skála szerinti 7,8-as erősségű földrengés rázza meg Kína Szecsuan tartományát.
- május 13. – Az Országgyűlés 200 igen és 143 nem szavazattal elfogadja a kormány szerkezetének átalakításáról szóló törvényjavaslatot. A módosítás szerint a Gazdasági és Közlekedési Minisztérium, valamint az Önkormányzati és Területfejlesztési Minisztérium helyén három új tárca jön létre, úgy mint a Közlekedési, Hírközlési és Energiaügyi Minisztérium, a Nemzeti Fejlesztési és Gazdasági Minisztérium és az Önkormányzati Minisztérium; a törvény emellett lehetővé teszi, hogy egyes minisztériumokban két államtitkár működhessen.[15]
- május 15. – Az amerikai képviselőház elutasítja az iraki és afganisztáni háború finanszírozását szolgáló újabb javaslatot, és 2009 végét szabja meg az iraki kivonulás lezárására.
- május 17.
  - Kiszabadul Pakisztán kabuli nagykövete, akit még februárban ejtettek túszul tálib emberrablók testőrével és sofőrjével együtt a két ország határvidékén.
  - Parlamenti választások Kuvaitban.
  - Szélütés tünetével kórházba szállítják Edward Kennedy massachusettsi szenátort.
- május 19.
  - A Parlamentben leteszi miniszteri esküjét Gyenesei István új önkormányzati miniszter.
- május 20. – Baden-Badenben fölényes győzelmet arat Overdose, a „magyar csodamén”.
- május 21.
  - Libanonban a bejrúti kormány és a Hezbollah vezette ellenzék a dohai tárgyaláson nemzeti egységkormány létrehozásáról állapodik meg.
  - Előrehozott parlamenti választások Grúziában.
- május 22.
  - Dél-Afrikában a hadsereget is bevetik a – 11 nappal ezelőtt kezdődött – bevándorlók elleni támadások megfékezésére, miután már közel negyven embert öltek meg az országban.
  - Párizsban Gyurcsány Ferenc magyar miniszterelnök és Nicolas Sarkozy francia köztársasági elnök aláírja a két ország kapcsolatát évekre meghatározó stratégiai partnerségi egyezményt.
- május 22–23. – Pan Gimun ENSZ-főtitkár tárgyal a mianmari katonai vezetőkkel. Tárgyalásainak végén bejelenti, hogy a katonai junta ígéretet tett rá, hogy beengedi az országba a külföldi segélyeket és segélymunkásokat.
- május 23.
  - Ahmed Tidiane Souaré váltja Lansana Kouyaté guineai kormányfőt.
  - Pekingben tárgyal az új orosz államfő, Dmitrij Medvegyev.
  - Korrupció gyanújával hallgatja ki a Fejér Megyei Főügyészség Benedek Fülöpöt, a Magyar Nemzeti Vagyonkezelő Zrt. vezérigazgató-helyettesét, volt földművelésügyi és vidékfejlesztési szakállamtitkárt.[16]
- május 25.

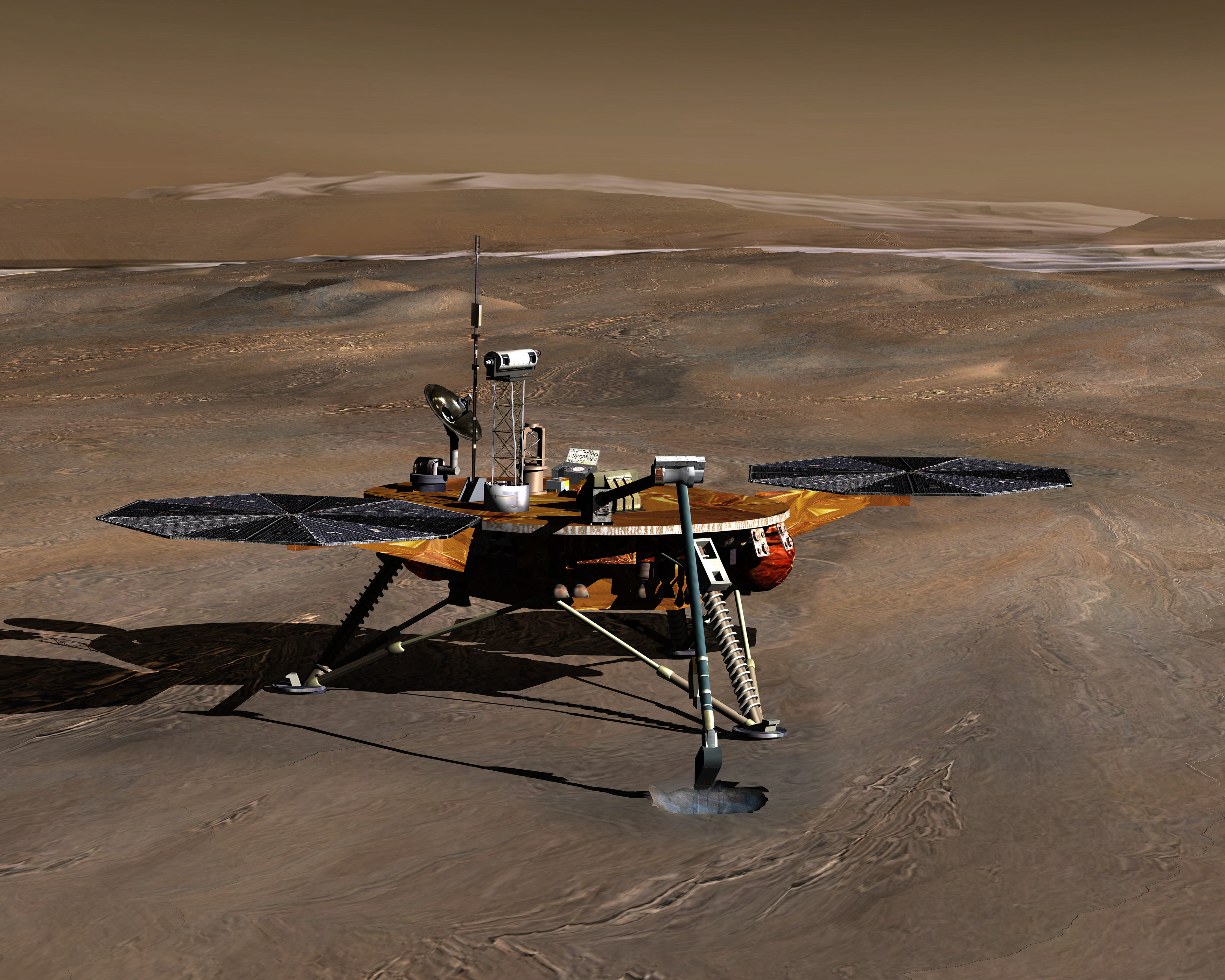
A Phoenix űrszonda

- - Tartományi választások második fordulója a Vajdaságban, amelyen a magyar kisebbség 9 képviselői helyet mondhat magáénak.[17]
  - A bejrúti parlament Michel Szulejmánt választja meg Libanon új államfőjének, aki hivatali esküjét a szavazás után le is teszi.
  - Az Albán Fegyveres Erők vezérkari főnöke, Luan Hoxha altábornagy meghívására hivatalos látogatásra Tiranába utazik Havril András vezérezredes, a HM Honvéd Vezérkar főnöke.[18]
  - Cannes-ból FIPRESCI-díjjal távozik Mundruczó Kornél Delta című nagyjátékfilmje.
- május 26.
  - A Phoenix űrszonda landol a Marson, magyar idő szerint hajnali 1 óra 54-kor.[19]
  - Az Országgyűlés elfogadja – a köztársasági elnök jelöltjeként – Fülöp Sándort a jövő nemzedékek ombudsmanjának, ugyanakkor nem választják újra Péterfalvi Attila adatvédelmi biztost és Baka András sem kapja meg a szükséges kétharmados többséget a Legfelsőbb Bíróság elnökének posztjára.[20]
  - Távollétében halálra ítélik Mengisztu Hailé Mariam ezredest, Etiópia volt diktátorát.[21]
- május 28.
  - Kína és Tajvan 1949-es különválása óta első alkalommal találkozik egymással a két ország vezető pártjának feje, Hu Csin-tao pártfőtitkár és Vu Po-hsziung, a Kínai Nemzeti Párt (Kuomintang) elnöke.
  - A 601 fős nepáli nemzetgyűlés megszavazza a 240 éves monarchia eltörlését,[22] és kikiáltják a köztársaságot.[23]
  - A libanoni parlament Fuad Siniora kormányfőt javasolja az új nemzeti egységkormány élére.
- május 29.
  - A nepáli kormány közleményben felszólítja Dnyánendrát – az ország volt uralkodóját –, hogy két hét leforgása alatt hagyja el fővárosi palotáját.
  - A hivatalosan Grúziához tartozó Dél-Oszétia fővárosában – a senki által el nem ismert függetlenség kikiáltásának 16. évfordulóján – ismeretlenek felrobbantják a rendőrség egyik kocsiját.
- május 30.
  - Háborús bűnökért 7 év börtönre ítéli a zágrábi bíróság Mirko Norac volt horvát tábornokot.
- május 31.
  - Ian Paisley átadja a Demokratikus Unionista Párt (DUP) elnöki tisztét Peter Robinsonnak.
  - Fellövik a STS–124 jelű Discovery űrrepülőgépet.

### Június
- június 1. – Macedóniában erőszakba fulladnak az országgyűlési választások.[24]
- június 2.
  - Dánia iszlámábádi nagykövetsége előtt autóba rejtett pokolgépet hoz működésbe az al-Káida, ami teljesen letépi a külképviselet épületének elülső homlokzatát. A merényletben 8-an meghalnak, 25-en megsérülnek.
  - Dmitrij Medvegyev orosz államfő meneszti vezérkari főnökét, Jurij Balujevszkij tábornokot; utódja Nyikolaj Makarov vezérezredes.[25]
- június 3. – Az ENSZ Biztonsági Tanácsa úgy dönt, hogy külföldi hadihajók behatolhatnak Szomália felségvizeire, ahol kalózhajók garázdálkodnak.
- június 3–5. – Az Élelmezésügyi és Mezőgazdasági Világszervezet (FAO) római élelmiszer-csúcstalálkozója, melyet Ban Ki Mun ENSZ–főtitkár vezet.
- június 4. – Bródi Gábort, a Magyar Köztársaság állandó ENSZ–nagykövetét választják a világszervezet V. bizottságának (költségvetési bizottság) elnökévé, mely tisztséget szeptembertől fog betölteni egy éven át.[26]
- június 5.
  - Guantánamón megkezdődik a 2001. szeptemberi 11-i merénylet vádlottjainak a pere.[27]
  - Törökország és Irán összehangolt támadást indít kurd lázadók ellen Észak–Irakban.
  - Peter Robinson veszi át az északír kormány vezetését.

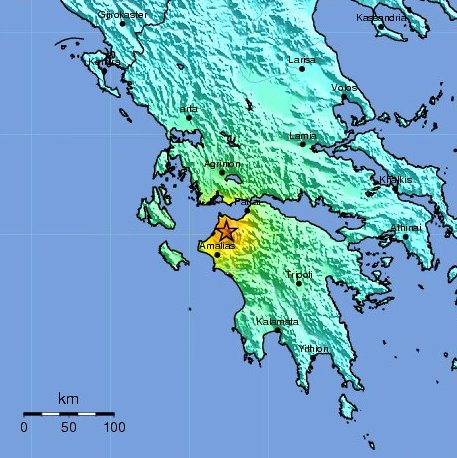
A peloponnészoszi földmozgás epicentruma

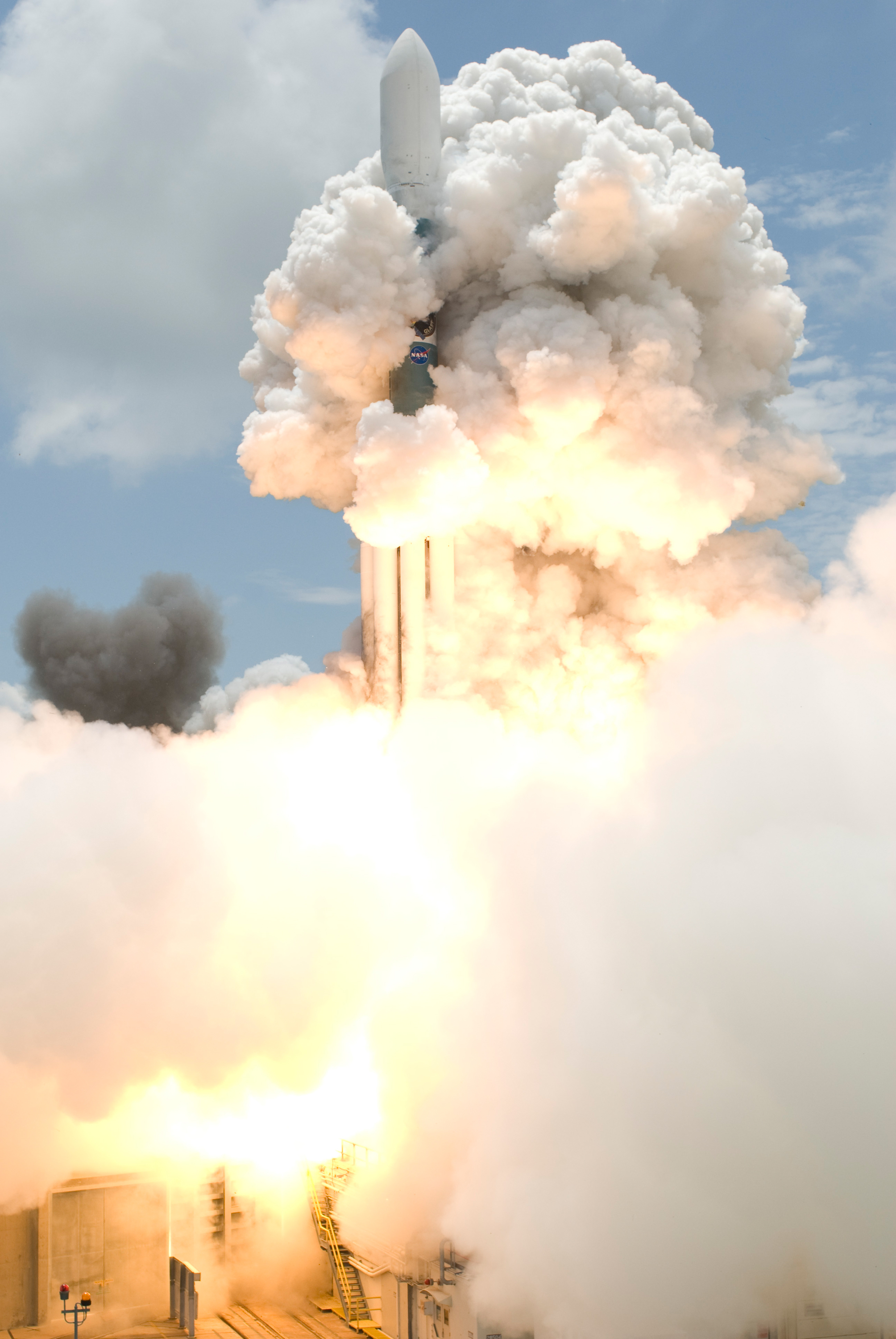
A GLAST indítása Delta II 7920 rakétával

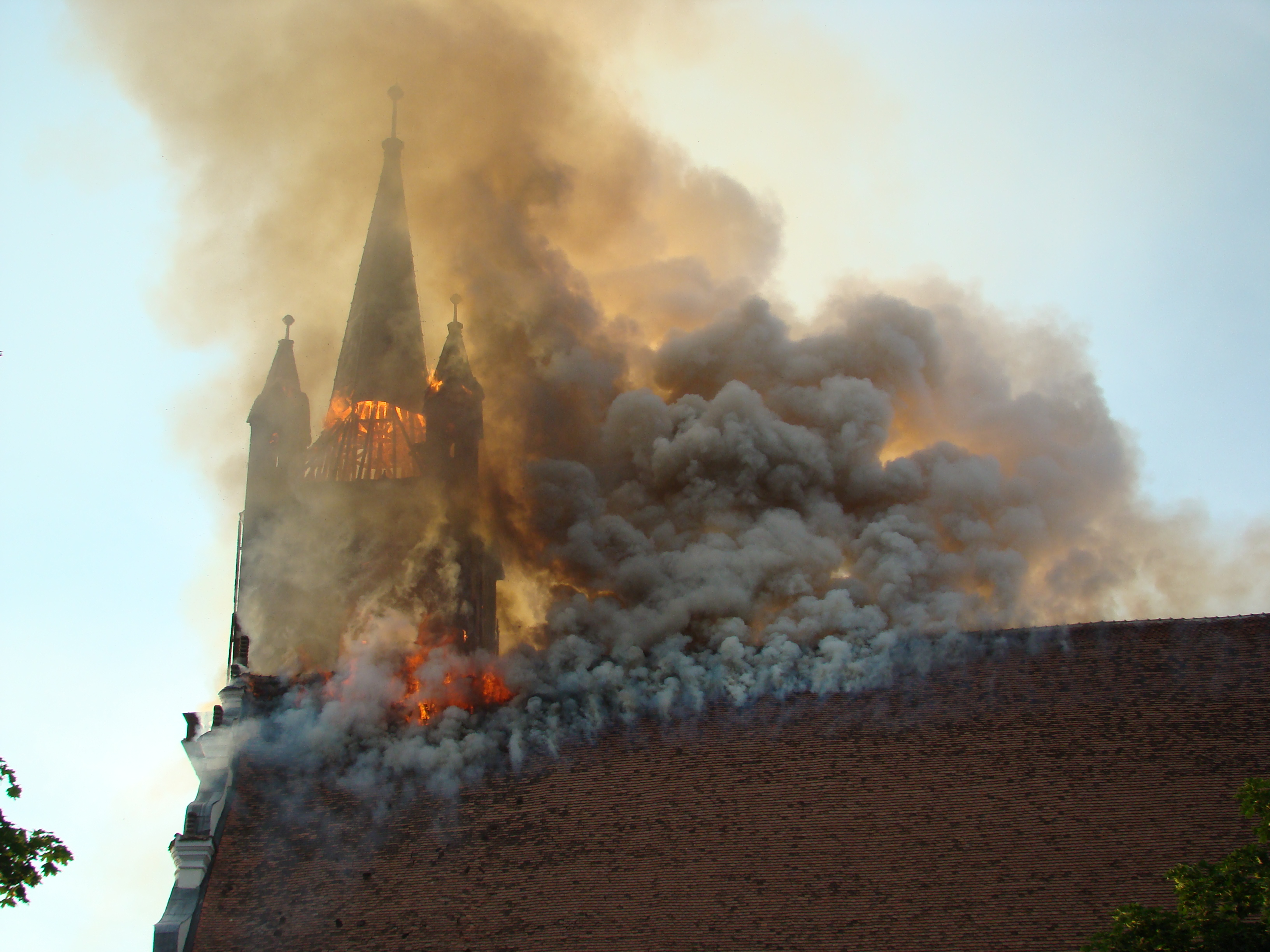
A BeszterceI evangélikus templom

- június 6. – A Richter-skálán mért 5,5-ös erősségű földrengés rázza meg a nyugat-algériai Orán környékét.[28]
- június 7.
  - Egy rádióinterjúban Bogdan Klich lengyel védelmi miniszter kijelenti, hogy Lengyelország október közepéig kivonja Irakban állomásozó csapatait.
  - Fodor Gábort választják a Szabad Demokraták Szövetsége elnökévé Budaörsön a párt rendkívüli tisztújító küldöttgyűlésén.
- június 7–29.: 2008-as labdarúgó-Európa-bajnokság zajlik Ausztria és Svájc rendezésében. A tornát Spanyolország nyeri.
- június 8. – A Richter-skála szerint 6,5-es fokozatú földrengés rázza meg a dél-görögországi Peloponnészoszi-félszigetet.
- június 9.
  - EU–USA csúcstalálkozó a szlovén fővárosban, Ljubljanában.[29]
  - Székesfehérvárott, a Fejér Megyei Bíróságon kezdetét veszi a móri bankrablás bírósági tárgyalása.
- jnúius 10.
  - Dzsibuti–eritreai határháború
- június 11.
  - Belgrád közelében szerb rendőrök elfogják a hágai Nemzetközi Bíróság által körözött volt boszniai szerb rendőri vezetőt, Stojan Župljanint.
  - A finn és az észt parlament ratifikálja a lisszaboni szerződést.
  - Elindul a GLAST űrteleszkóp.[30]
- június 12.
  - Peking és Tajpej képviselői megállapodást írnak alá, miszerint júliustól rendszeres és közvetlen repülőjárat indul Kína és Tajvan között.
  - Gyurcsány Ferenc magyar kormányfő hivatalos szarajevói látogatása során kijelenti, hogy Magyarország támogatja Bosznia-Hercegovina NATO- és európai uniós csatlakozását.[31]
  - Az írek leszavazzák a lisszaboni szerződést.[32]
  - A NATO–országok védelmi miniszterei Brüsszelben megállapodnak abban, hogy segítséget nyújtanak a csupán könnyűfegyverekkel ellátott, 2500 fős Koszovói Biztonsági Erő létrehozásához, és részt vesznek annak kiképzésében.[33]
- június 14. – A Richter-skálán 7,2 erősségű földmozgás rázza meg Japán északi részét, melynek során kilencen meghalnak és 231-en megsebesülnek.
- június 15.
  - Romániában megtartják a helyhatósági választások második fordulóját, amin a magyar pártok (RMDSZ, MPP) 190 polgármesteri tisztséget szereznek.
  - Életbe lép Koszovóban az ország alkotmánya, s Pristina átveszi az ENSZ–missziótól az állam működtetéséhez szükséges vezetést.
- június 15–16. – George W. Bush amerikai elnököt Windsorban fogadja II. Erzsébet brit királynő, majd Londonban Gordon Brown kormányfővel tárgyal a közel-keleti, iraki és iráni problémával, valamint a globális üzemanyag- és élelmiszerválsággal kapcsolatosan.
- június 16.
  - Az ENSZ Biztonsági Tanácsa követeli a kartúmi kormánytól, hogy Szudán adja ki a darfúri vérengzést elkövető bűnösöket a Nemzetközi Büntetőbíróságnak.
  - Az Európai Unió külügyminiszterei Luxemburgban aláírják a társulási megállapodást Bosznia-Hercegovinával.
  - Bamir Topi albán államfő leváltja tisztségéből Luan Hoxha vezérkari főnököt a márciusi, 26 halálos áldozatot követelő lőszerrobbanás miatt.[34]
- június 16–26. – Az MH EUFOR Kontingens harmadik váltásának három csoportban történő váltása a szarajevói Butmir táborban.[35]
- június 17. – A litván nemzeti védelmi tanács döntése értelmében 2014-ig – a balti állam hadseregében – eltörlik a sorkatonai szolgálatot. (2015-ben – a megnövekedett orosz katonai fenyegetettségre hivatkozva – ideiglenes jelleggel visszaállították a sorkötelezettséget. A megállapított ötéves időintervallumot 2016-ban a parlament 2022-ig tolta ki.)[36]
- június 18.
  - Az EU versenyképességi tanácsa dönt a Európai Unió kutatás-fejlesztési központjának helyéről, a május 29-ei halasztás után a választott helyszín Budapest.[37]
  - Antonio Tajani tölti be az Európai Bizottság közlekedési biztosi posztját.
- június 19.
  - Hashim Thaçi tiranai látogatása során kijelenti, hogy kizárt Albánia és Koszovó egyesülése.
  - Féléves tűzszünetet köt Izrael és a Gázai övezetet irányító Hamász.
- június 20. – A Fővárosi Bíróság első fokon adócsalásért egy év – három év próbaidőre felfüggesztett – börtönbüntetésre és 2,4 millió forint pénzbüntetésre ítéli a Miniszterelnöki Hivatal egykori humánpolitikai helyettes államtitkárát, Kodela Lászlót.[38]
- június 21. – Magyarországon ötödik alkalommal kerül megrendezésre a nagy sikerű Múzeumok Éjszakája nevezetű rendezvény, több mint másfélszáz helyszínen, több mint 1300 programmal országszerte. A programok június 21-én 18.00-tól a következő nap hajnalig látogathatók.
- június 26.
  - Átadják az M7 autópálya Balatonkeresztúr és Zalakomár közötti szakaszát.
  - Az MH EUFOR Kontingens parancsnoki feladatait Bakos Sándor alezredes átveszi Varga Sándor századostól, s ezzel megkezdi feladatát a harmadik magyar békefenntartói misszió.[35]
- június 27. – Maria Fekter váltja Günther Plattert az osztrák belügyminiszteri székben, mivel az Tirolban lesz tartományi elöljáró.
- június 28.
  - Lánggyújtással nyitja meg a Szent Pál-évet XVI. Benedek pápa a római Falakon kívüli Szent Pál-bazilikában I. Bartolomaiosz konstantinápolyi ökumenikus pátriárka és Rowan Williams canterburyi érsek jelenlétében.
  - Az afgán hatóságok megtalálják azt a két tömegsírt, amelybe Mohammed Daud egykori elnök, valamint családtagjai és munkatársai holttestét hantolták el, miután megölték őket a három évtizede szovjet támogatással végrehajtott katonai puccsban.[39]
- június 29. – A Tartományi Újjáépítési Csoport parancsnok-helyettese, Sándor Tamás alezredes egy 12 tantermes általános iskolát ad át a Baghlani Jadid járásban lévő Kock Chinarban.[40]
- június 30.
  - A Szocialista Internacionálé athéni kongresszusán alelnökké választják Gyurcsány Ferencet.
  - A megkötik az ún. sukorói telekcseréről szóló szerződést.

### Július
- július 1.
  - Rendőrökkel csapnak össze a mongol parlamenti választások eredménye ellen tüntető ellenzékiek Ulánbátorban; a tüntetők megtámadják a választásokon győztes kormánypárt (Mongol Népi Forradalmi Párt) székházát és felgyújtják.
  - Átadják a világ leghosszabb (32,5 km) kábelhídját, mely a Jangce fölött köti össze Sanghajt Nantong városával.
  - Hollandiában tilos dohányozni az éttermekben és vendéglőkben.
  - Franciaország veszi át fél évre az Európai Unió elnökségét.[41]
  - Városi rangra emelkedik Hajós, Rudabánya, Bodajk, Pusztaszabolcs, Fertőszentmiklós, Halásztelek, Isaszeg és Zamárdi nagyközségek.[42]
- július 2.
  - Nambarín Enhbajar mongol elnök kihirdeti a – négynapos – rendkívüli állapotot az ulánbátori zavargások miatt.[43]
  - Kitör Chilében a Llaima vulkán.
- július 3.
  - Az orosz elnök (Medvegyev) elfogadja Roman Abramovics, a Csukcs Autonóm Körzet kormányzójának lemondását.
  - Mongóliában kihirdetik a parlamenti választások eredményét, mely szerint a Mongol Népi Forradalmi Párt a nyertes, és aki így 47 képviselőt küldhet a Nagy Hurálba.[44]
  - Nagy erejű robbanások sorozata rázza meg Szófia egyik keleti kerületét, mikor – a megsemmisítésre váró lőszereket és trotilt tárolt – katonai raktárak felrobbannak.
  - Jóváhagyja a lisszaboni szerződést a ciprusi parlament.
  - Túszmentő akciójával kimentik a kolumbiai baloldali gerillák – a Kolumbiai Forradalmi Fegyveres Erők (FARC) – fogságából Íngrid Betancourt, volt kolumbiai elnökjelöltet, továbbá 14 katonát akik közülük hárman amerikai állampolgár.[45]
- július 3–4. – A grúz tüzérség tűz alá veszi a dél-oszét fővárost, Chinvalit, a támadásnak három halottja és tizenegy sebesültje van.
- július 5.
  - Kiss Péter „kancelláriaminiszter” a Pilisszántón megrendezett „Magyarországi Szlovákok Napja” elnevezésű rendezvényen Dušan Čaplovič szlovák miniszterelnök-helyettessel tárgyal.
  - Felszentelik a délvidéki Nagybecskerek új magyar püspökét, Német Lászlót.
  - A Melegbüszkeség napja alkalmából végigvonult a budapesti Andrássy úton a Meleg Méltóság Menete miközben radikális ellentüntetők támadtak a felvonulókra és a rendezvényt biztosító rendőrökre.[46][47] 57 előállított, 12 sebesült rendőr, 12 megtámadott rendőrségi jármű[48] és 7 kórházba szállított civil sérült.[49]
- július 6.
  - XVI. Benedek pápa imádságában felszólítja a G8-as országok vezetőit, hogy hozzák meg azokat a döntéseket, amelyekkel legyőzhetik a világ számos részét sújtó szegénységet, az éhínséget, betegségeket és az írástudatlanságot.[50]A G8-ak Tokióban
- július 7.

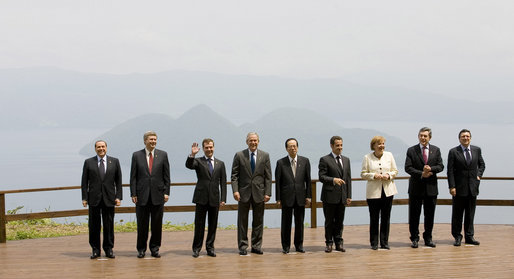
A G8-ak Tokióban

  - Szerbiában megalakul a Mirko Cvetković vezette új kormány.[51]
- július 7–9.
  - A G8-ak, vagyis a hét legfejlettebb ipari állam és Oroszország vezetői Tokióban megállapodnak abban, hogy 2050-ig legalább 50 százalékkal csökkentik az üvegházhatású gázok kibocsátását.[52]
  - Paczolay Péter elfoglalja helyét az Alkotmánybíróság elnöki posztján.
- július 8. – Prágában Karel Schwarzenberg cseh és Condoleezza Rice amerikai külügyminiszter aláírják az amerikai radarállomás csehországi elhelyezéséről szóló keretszerződést.[53]
- július 9.
  - Légi incidens Grúzia légterében, mikor orosz harci gépek megsértik az ország légterét, emiatt Tbiliszi jegyzékben is tiltakozik.
  - Albánia és Horvátország Brüsszelben aláírja a NATO–csatlakozási jegyzőkönyvet.
  - Az ENSZ sajtótájékoztató keretében teszi közzé, miszerint Dárfúrban szudáni milicisták megölték az ENSZ és az afrikai országok közös békefenntartó erejének (UNAMID) hét tagját; az elesettek között öt ruandai katona, valamint egy ghánai és egy ugandai rendőr van.[54]
- július 10.
  - A hágai Nemzetközi Bíróság felmenti Ljube Boskovszki volt macedón belügyminisztert, míg társát, Johan Tarculovszkit – aki a macedón rendőrség kommandósainak parancsnoka volt – 12 év börtönre ítéli. Mindkettőjüket egy albán többségű macedóniai falu ellen 2001-ben végrehajtott rajtaütésért, hét albán lakos megöléséért és házak lerombolásáért fogtak perbe.
  - Dragan Šutanovac szerb védelmi miniszter – a „Vecernje Novosti” belgrádi lapnak adott interjúsában – kijelenti, az új kormány terve az, hogy 2010-re már csak hivatásosokból álljon az ország hadserege.
- július 11.
  - Nemzeti egységkormány alakul Libanonban Fuad Siniora régi-új miniszterelnök vezetésével.[55]
  - Grúzia az ENSZ Biztonsági Tanácsához fordul az Abháziában és Dél-Oszétiában kialakult helyzet miatt.
  - Az amerikai könnyűolaj hordónkéni ára 147,27 dollárral rekordot dönt, nem csak névértéken, hanem inflációval korrigálva is ez minden idők legmagasabb olajára.
- július 12.
  - Megvétózza a Zimbabwe elleni szankciókról szóló határozatot az ENSZ Biztonsági Tanácsában Oroszország és Kína.
- július 13.
  - Párizsban 43 ország állam- és kormányfőinek részvételével megkezdődik az uniós és a Földközi-tenger menti országok csúcstalálkozója.[56]
  - India a pakisztáni titkosszolgálatot teszi felelősség a július 7-ei kabuli nagykövetsége ellen elkövetett öngyilkos merényletért.[57]
- július 14.
  - A hágai Nemzetközi Bíróság vádat emel a szudáni államfő, Omar al-Bashir ellen a dárfúri mészárlás miatt.[58]
  - Francia vadászgépekkel közösen nyolc európai ország repülőgépe nyitja meg Párizsban a francia nemzeti ünnepen tartott díszszemlét, köztük a Magyar Légierő egyik Gripenje. Nicolas Sarkozy elnök meghívására Gyurcsány Ferenc miniszterelnök is jelen van a Concorde téren elhelyezett dísztribünön, a katonai parádé díszvendége Ban Ki-mun ENSZ–főtitkár és Bassár el-Aszad szíriai elnök.[59]
  - A Fekete-tenger térségében amerikai–ukrán hadgyakorlat veszi kezdetét 15 másik állam, közöttük NATO–tagállamok katonái részvételével.
  - A Vasúti Dolgozók Szabad Szakszervezete (VDSZSZ) negyedik alkalommal hirdet vasutassztrájkot.[60]
- július 15.
  - Székely Tamás egészségügyi miniszter egy sajtótájékoztatón bejelenti, hogy tervezik az elektronikus TAJ-kártya bevezetését Magyarországon.
  - Yves Leterme belga kormányfő benyújtja lemondását II. Albert királynak.[61]
- július 16.
  - A libanoni Hezbollah átadja a Vöröskereszt Nemzetközi Bizottságának (ICRC) a 2006-ban elrabolt két izraeli tartalékos határőr földi maradványait az Izraellel kötött fogolycsere–megállapodás keretében.[62]
  - A MH Őr- és Biztosító Zászlóalj utolsó (18.) váltása befejezi missziós szolgálatát Pristinában.[63]
  - Az afganisztáni NATO–erők és az afgán hadsereg egységei feladják azt az ország keleti részén lévő előretolt bázist, amelyet július 13-án megrohantak a tálibok, és kilenc amerikai katonát megöltek.[64]XVI. Benedek pápa Sydney-ben

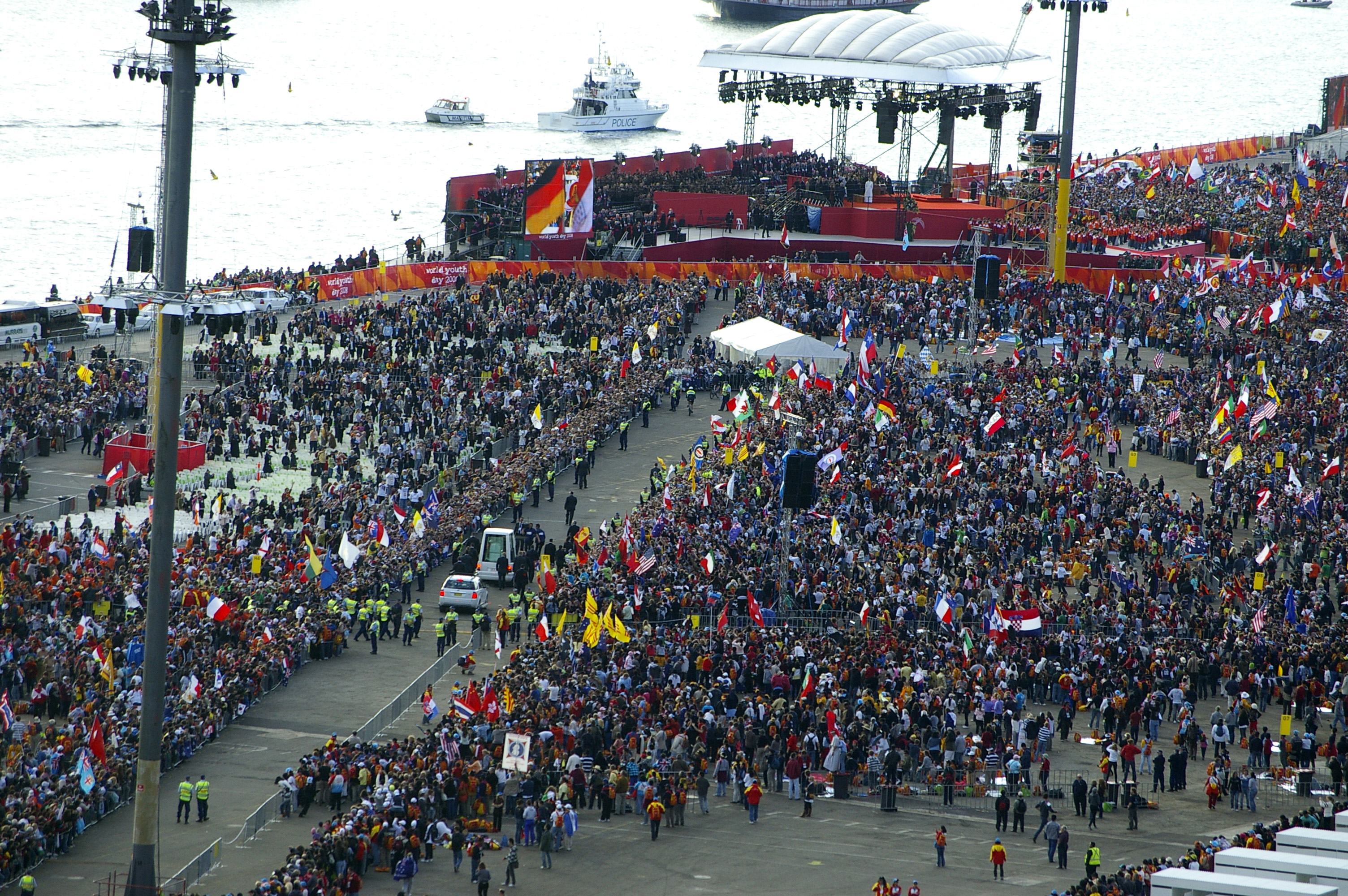
XVI. Benedek pápa Sydney-ben

  - Fernando Araújo Perdomo kolumbiai külügyminiszter benyújtja lemondását, helyét Jaime Bermúdez veszi át (július 17-ével).[65]
  - Egeresi Sándort, a Vajdasági Magyar Szövetség alelnökét választják meg a vajdasági parlament elnökének.[66]
  - A koalíciós erők átadják a közép-iraki Diváníja tartomány ellenőrzését az iraki hadseregnek.[67]
- július 17–20. – XVI. Benedek pápa Ausztráliában részt vesz az Ifjúsági Világtalálkozón.[68]
- július 17.
  - Szabó Pál közlekedési miniszter és az M6 Tolna Konzorcium képviselői aláírják Szekszárdon az M6-os autópálya Dunaújváros–Szekszárd közötti 65,1 km.-es szakaszának projektindító memorandumát.[69]
  - II. Albert belga király nem fogadja el Yves Leterme kormányfő lemondását.[70]
- július 18. – Raúl Castro kubai államfő aláírja azt a rendeletet, amely az állami mezőgazdasági területek egy részét parasztcsaládoknak és szövetkezeteknek adja át használatra.[71]
- július 21.
  - A szerbiai nemzetbiztonsági tanács közleményt ad ki, melyben bejelenti, hogy a titkosszolgálat (BIA) elfogta Radovan Karadžić volt boszniai szerb elnököt.[72]
  - Benyújtja lemondását Gyenesei István önkormányzati miniszternek Elbert Gábor sportszakállamtitkár.[73]
- július 23.
  - Az ENSZ BT rendkívüli összehívását kéri Kambodzsa a Thaifölddel kirobbant területi vitája miatt.[74]
- július 24.
  - Meg nem támadási szerződést köt Észak-Korea a Délkelet-ázsiai Nemzetek Szövetségével.
  - A szerb külügyminiszter sajtótájékoztatón bejelenti, miszerint a belgrádi kormány visszaküldi – a korában Koszovót elismerése miatt visszahívott – nagyköveteit az uniós országokba.
  - Az olasz szenátus ellenszavazat nélkül ratifikálja a lisszaboni szerződést.
- július 25.
  - Núri el-Máliki iraki kormányfő, az Irakban élő keresztények helyzetéről tájékoztatja XVI. Benedek pápát Castel Gandolfó-i nyári rezidenciáján.[75]
- július 26. – A macedón parlament gyorsított eljárással új nyelvtörvényt fogad el, amely lehetővé teszi az albán nyelv szélesebb körű hivatalos használatát.[76]
- július 26.–augusztus 2. – Szombathelyen sor került az ifjúsági eszperantó világkongresszusra (IJK).
- július 27.
  - Parlamenti választás Kambodzsában.
- július 29. – A boszniai szerb elnök letartóztatása ellen tüntetők összecsapnak a rendőrökkel Belgrád központjában, ahol a rohamosztagok könnygázt is bevetnek a demonstrálók feloszlatására.[77]

Az augusztusi napfogyatkozás területe

### Augusztus
- augusztus 1.
  - Teljes napfogyatkozás, mely az Észak-Kanada–Észak-Oroszország–Nyugat-Mongólia–Kína sávban (az éjféli nap zónájában) látható.
  - Fukuda Jaszuo japán kormányfő átalakítja kabinetjét, amelynek 17 miniszteréből csak 4 volt tagja az előző kormánynak.
  - Meghosszabbítja egy évvel a békefenntartók küldetését a szudáni Dárfúrban az ENSZ Biztonsági Tanácsa.
  - Ünnepi keretek közt – külföldi vendégek jelenlétében – megkoronázzák V. György Tupout, Tonga új királyát.[78]
- augusztus 2.
  - Leteszi hivatali esküjét a Fukuda Jaszuo vezette új japán kormány.
  - Ötezer tiltakozó gyűlik össze Örményország fővárosának, Jereván központjában a Szabadság téren Szerzs Szargszján elnök ellen tiltakozva, valamint megismételt parlamenti és elnökválasztást követelve.
- augusztus 3.
  - A Richter-skála szerint 5,3 fokozatú földrengés rázza meg Görögország Égei-tenger menti partvidékét.
- augusztus 4.
  - Mexikóvárosban megnyílik a 17. AIDS világkonferencia.
  - Irán újabb intézkedésekre – köztük szankciókra – számíthat, ha nem ad pozitív választ az öt állandó BT-tag nagyhatalom és Németország együttműködési javaslatára nukleáris vitájukban.
- augusztus 5.
  - A Richter-skála szerint 5,8/6-os erősségű földrengés rázza meg Kína Szecsuan tartományát, amelyet hatalmas erejű, pusztító földrengés sújtott májusban.
  - A varsói kormány bejelenti, miszerint 2008 végére megszüntetik a sorkötelezettséget Lengyelországban.
- augusztus 6. – Államcsíny Mauritániában, őrizetbe veszik Sidi Ould Cheikh Abdallahi államfőt.
- augusztus 6–7. – A grúz erők részben nehéz fegyverzettel lövik Dél-Oszétia területét, a támadás során 18 ember megsérül, továbbá két grúz békefenntartó, amikor táborukra tüzet zúdítanak a dél-oszétiai erők.
- augusztus 7.
  - Heves harcok törnek ki éjszaka a dél-oszét és a grúz erők között Chinvali környékén.[79]
  - A Richter-skála szerint 5,7-es, más jelentés szerint 6,6-os erősségű földrengés rázta meg Indonézia keleti részét.
- augusztus 8.
  - A grúz alakulatok ellenőrzésük alá vonják a szakadár dél-oszét terület központi városát, Chinvalit. Dél-oszét vezetők ezzel egyidejűleg közzéteszik, hogy a csapataik tartják állásaikat, és Chinvali továbbra is dél-oszét ellenőrzés alatt áll. Időközben orosz páncélozott járművek elérik a dél-oszét főváros északi peremkerületeit.
  - Több mint 80 ország állam- vagy kormányfője vesz részt a 29. nyári olimpiai játékok pekingi ünnepélyes megnyitóján, köztük George W. Bush amerikai és Nicolas Sarkozy francia elnök, valamint Vlagyimir Putyin orosz kormányfő.[80]
- augusztus 8–24. – 2008. évi nyári olimpiai játékok Pekingben.George W. Bush pekingi sajtótájékoztatóján
- augusztus 9.

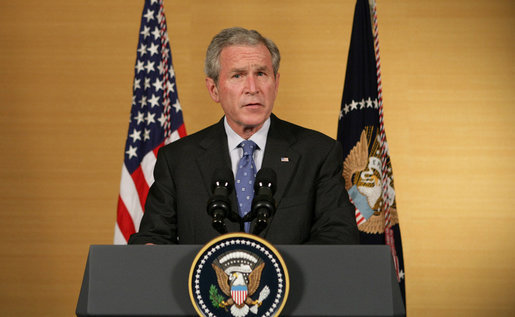
George W. Bush pekingi sajtótájékoztatóján

  - Az orosz légierő Grúzia fővárosát, Tbiliszit bombázza. Az orosz hadsereg csapást mért a Fekete-tenger partján lévő Poti grúz kikötőre és a közeli Szenakiban lévő katonai támaszpontra is, melynek hatására két hétig tartó hadiállapotot hirdetnek Grúziában.
  - George W. Bush amerikai elnök pekingi sajtótájékoztatón kijelenti, hogy „az Egyesült Államok kiáll Grúzia területi integritása mellett”, és azonnali tűzszünetre szólít fel.[81]
  - A grúz belügyminisztérium bejelenti a grúz csapatok Dél-Oszétiából való kivonását.
- augusztus 11. – Letartóztatási parancsot adnak ki a volt thaiföldi miniszterelnök, Thakszin Csinavat és felesége ellen, mivel az idézés ellenére nem jelentek meg a korrupciós ügyeiket tárgyaló bíróság előtt.[82]

- augusztus 12.

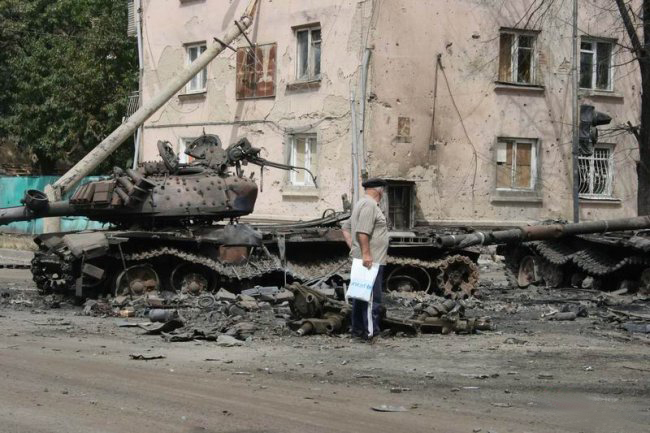
Szétlőtt grúz T–72-es harckocsi Chinvaliban

  - Hivatalosan is vádat emelnek a vörös khmerek hírhedt börtönparancsnoka, Kaing Guek Eav – más néven Duch – ellen a kambodzsai népirtással foglalkozó phnompeni törvényszéken.[83]
- augusztus 14.
  - Nigéria átadja az olajban gazdag Bakassi-félszigetet Kamerunnak.[84]
  - Dél-Oszétia és Abházia is aláírja a kaukázusi konfliktusban közvetítő francia államfő, Nicolas Sarkozy 6 pontos béketervét.[85]
  - Az orosz csapatok kivonulnak a grúziai Goriból és a fekete-tengeri Poti városából.[86]
- augusztus 15.
  - Nepálban a volt szélsőbaloldali lázadók vezérét, Pushpa Kamal Dahalt választják meg az ország kormányfőjévé.[87]
  - Paraguayban leteszi a hivatali esküt az ország új elnöke, a szegények püspökének is nevezett Fernando Lugo.[88]
  - – A MÁV Általános Biztosítóegyesület engedélyét visszavonta a PSZÁF (előzmény: április 8-án).
- augusztus 16.
  - Orosz csapatok lerombolnak egy fontos vasúti hidat a grúz főváros, Tbiliszi közelében, melynek következtében megbénul Grúzia vasúti forgalma.[89]
  - Dmitrij Medvegyev orosz elnök aláírja a grúziai fegyvernyugvásról szóló megállapodást.
- augusztus 17.
  - A francia elnök „súlyos következményeket” helyez kilátásba az EU–orosz viszonyban, amennyiben Moszkva nem hajtja végre – gyorsan és átfogóan – a grúz–orosz tűzszüneti egyezményben foglaltakat.
- augusztus 18.
  - Pervez Musarraf pakisztáni elnök – aki ellen a parlament vádeljárást indított – televíziós beszédében bejelenti lemondását.[90]
  - Kikerül a Magyar Rádió fiataloknak szóló adójának szignáljából a korábbi Petőfi név, melyet a közmédium elnöke az átpozicionálással magyarázz.[91]
  - Az orosz vezérkari főnök helyettese bejelenti, miszerint Oroszország megkezdi csapatainak kivonását Grúziából.[92]
  - Rendkívüli állapotot hirdet ki Dél-Oszétiában Eduard Kokojti, a szakadár grúz tartomány elnöke, aki egyben meneszti a kormányt.[93]
- augusztus 19.
  - Rendkívüli NATO–külügyminiszteri csúcsot tartanak Brüsszelben a kaukázusi válság miatt.
  - Rossz egészségi állapotára hivatkozva kegyelemben részesül a korrupció miatt elítélt Necmettin Erbakan volt török miniszterelnök.[94]
- augusztus 20.
  - Varsóban a két ország külügyminisztere – Radosław Sikorski és Condoleezza Rice – aláírja az amerikai rakétatelepítésről szóló szerződést.[95]
  - A honvédelmi miniszter döntésének értelmében az idei tisztavatáson már nem a korona másolata előtt teszik le esküjüket azok a honvéd- és rendőrtisztek, akiket ünnepélyes keretek között avatnak fel a budapesti Hősök terén; Szekeres Imre honvédelmi miniszter ünnepi beszédében hangsúlyozza, hogy a megújulás és a felemelkedés jellemzi a Magyar Honvédséget.[96]
- augusztus 21. – Sólyom László köztársasági elnök,[97] valamint – a magyar kormány nevében – Hiller István kulturális miniszter bocsánatot kér Csehországtól és Szlovákiától az 1968-as katonai agresszióért, melyben Magyarország is részt vett.[98]
- augusztus 22.
  - A Fortress ITX adatközpont – a beérkezett panaszok alapján – eltávolíttatja szerveréről a kuruc.info honlapot.[99]
  - A Pakisztáni Néppárt Ászif Ali Zardárit – a meggyilkolt pártelnök és korábbi miniszterelnök, Benazír Bhutto férjét – jelöli államfőnek.[100]
  - Budai Bernadett kormányszóvivő bejelenti, hogy fél éven belül magyar nagykövetség nyílik az azeri Bakuban.
- augusztus 23.
  - Joseph Biden delaware-i szenátort választja alelnökjelöltjének Barack Obama.[101]
  - Anatolij Nagovicin orosz tábornok, vezérkari főnök-helyettes sajtótájékoztatón bejelenti, hogy az orosz „csapatkivonás megkezdődött, mégpedig olyan tempóban, hogy katonáink még ma este visszatérnek az orosz békefenntartó erők felelősségi övezetébe”.[102]
- augusztus 24.
  - Befut a grúziai Batumi kikötőjébe az első segélyszállító amerikai torpedóromboló, ami tábori ágyakat és élelmiszert szállít a harcok miatt otthontalanná vált embereknek.
- augusztus 25.
  - Az orosz parlament mindkét háza támogatja a két szakadár grúziai tartomány – Dél-Oszétia és Abházia – függetlenségének elismerését,[103] és ezt kéri a döntésre egyedül jogosult orosz elnöktől, Medvegyevtől is.[104]
  - Szabolcs megyei almatermesztők blokád alá helyezték több almalé-sűrítményt gyártó cég telephelyét az alacsony felvásárlási árak ellen. Gráf József agrárminiszternek sikerült némi felvásárlásiár-emelést elérnie, így a gazdák tiltakozása abbamaradt.
- augusztus 26.
  - Dmitrij Medvegyev elnök televíziós beszédében bejelenti, hogy Oroszország elismerte Dél-Oszétia és Abházia függetlenségét.
  - Bangkokban tüntetés kezdődik a parlament épülete körül Szamak Szuntharavet miniszterelnök ellen, akit a korrupcióval vádolt Thakszin Csinavat bábjának tartanak. A rendőrök kerülni kívánják a vérontást. A tömeg a kormány lemondásáig nem hajlandó távozni, és a tüntetéshez a vasúti dolgozók is csatlakoztak sztrájkjukkal; az ellenzéki párt két déli repülőteret lezáratott. A támogatók pénzzel, ruhával és élelemmel látták el a tüntetőket.[105]
- augusztus 27.
  - A görög állami iskolákban eltörlik a kötelező vallásoktatást.
- augusztus 28. – Kulcsár Attila, a K&H Bank-botrány fővádlottja első fokon 8 év börtönt kapott (később 5 évre enyhítették).
- augusztus 30. – Silvio Berlusconi olasz kormányfő a líbiai Bengáziban bejelenti, miszerint Olaszország 25 év alatt ötmilliárd dolláros befektetéssel nyújt kárpótlást Líbiának az 1911 és 1943 közötti gyarmati megszállásáért.[106]

### Szeptember
- szeptember 1.
  - Gyurcsány Ferenc Brüsszelben – az EU–csúcs előtt – tárgyal Robert Fico szlovák kormányfővel.[107]
  - Benyújtja lemondását a japán kormányfő, Fukuda Jaszuo.
- szeptember 2.
  - Szamak Szuntharavet miniszterelnök rendkívüli állapotot rendel el Bangkokban.[108]
  - Figyelmeztető lövésekkel sikerül szétzavarni az ingusföldi Nazranyban azt a tüntetést, amelynek résztvevői Magomed Jevlojev ellenzéki újságíró meggyilkolása miatt tiltakozott.[109]
- szeptember 6.
  - Abdullah Gül személyében először látogat török vezető Örményországba, amikor Jerevánban örmény kollégájával (Szerzs Szargszján) együtt nézi meg a két ország futball-világbajnoki selejtező mérkőzését.[110]
  - A parlament két házának és a négy tartományi törvényhozásának a tagjai egyszerű többséggel Pakisztán elnökévé választják Aszif Ali Zardarit, a februári választásokon győztes Pakisztáni Néppárt vezetőjét.[111]
- szeptember 8. – A Szerb Radikális Párt Dragan Todorovićot választják frakcióvezetővé.[112]
- szeptember 9.
  - A thai miniszterelnök egy bírósági döntés nyomán lemondásra kényszerül, mivel pénzt fogadott el egy főzőshow-ban való fellépésért. Helyettesének pártjának egy másik tagját, Szomcsaj Vongszavatot nevezik. ki.[113]
  - A szerb parlament ratifikálja az EU–s egyezményt, és jóváhagyja az orosz Gazprommal kötött energiaszerződést is.[112]
- szeptember 9. – A magyar állam 2 millió tonna szén-dioxid kibocsátási kvótáját adta el Belgiumnak, kb. 5 milliárd forintért.
- szeptember 10.
  - A svájci Genf városában kísérletet indítanak el a Nagy Hadronütköztetővel annak érdekében, hogy megtudják az univerzum keletkezésének történéseit.[114]
  - Evo Morales bolíviai elnök kiutasítja országából az Egyesült Államok nagykövetét.
- szeptember 12.
  - Kezdetét veszi a varsói városi bíróságon Wojciech Jaruzelski és hét társának a pere.[115]
  - Hugo Chávez venezuelai elnök 72 órát ad az Egyesült Államok nagykövetének, hogy elhagyja az országot, ugyanakkor visszarendeli saját követét Washingtonból.
- szeptember 13. – Az indiai főváros központi bevásárló- és éttermi negyedében, illetve több zsúfolt piacán rövid időn belül öt pokolgép robban; húsz ember életét veszíti, kilencvenen megsebesülnek. A rendőrség négy fel nem robbant szerkezetet hatástalanít.[115]
- szeptember 15.
  - Az eddigi helyettes miniszterelnököt, Szomcsaj Vongszavatot jelölik kormányfőnek Thaiföldön.[116]
  - Hollandia és Belgium vétója miatt az EU–államok külügyminiszterei Brüsszelben nem léptetik életbe Szerbiával az ideiglenes kereskedelmi egyezményt.[117]
  - Közel kéthavi alkudozás után Zimbabwében megszületik a hatalommegosztásról szóló egyezmény, amelynek értelmében Robert Mugabe marad az államfő, a miniszterelnöki posztot pedig Morgan Tsvangirai ellenzéki vezető kapja.
  - A világ negyedik legnagyobb bankja, a Lehman Brothers csődvédelmet kért a manhattani csődbíróságon.
  - A Parlament 171 igen, 204 nem szavazattal, tartózkodás nélkül elutasítja az Országgyűlés feloszlásáról szóló MDF-es határozati javaslatot.[118]
- szeptember 15–18. – Parlamenti választások Ruandában.
- szeptember 16.
  - Elkészül az M0-s autóút 4-es út és M3-as autópálya közötti szakasza.[119]
  - Miguel D’Escoto Brockmann tölti be az elnöki tisztet az ENSZ-közgyűlés 23. ülésszakán.[120]
- szeptember 17. – Cipi Livni külügyminisztert választják az izraeli kormányzó párt, a Kadima élére, aki azonban nem tud kormányt alakítani, 2009 elején előrehozott választások lesznek.
- szeptember 19. – Amerikai légitámadásban meghal nyolc iraki polgári személy a Bagdadtól északra fekvő Tikrit város közelében.[121]

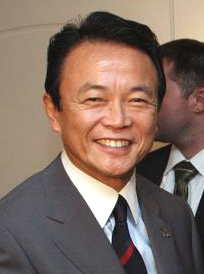
Aszó Taró, Japán miniszterelnöke

- szeptember 21. – Parlamenti választások Szlovéniában.[122]
- szeptember 22.
  - A japán Liberális Demokrata Párt küldöttgyűlése – elsöprő többséggel a volt külügyminisztert – Aszó Tarót választja elnöknek.[123]
  - Chilei látogatásának második napján Sólyom Lászlót katonai tiszteletadással fogadják Santiagóban.[124]
- szeptember 23.
  - Átadják az M6-os autópálya Nagytétény–Érdi tető közötti szakaszát.[125]
  - A mianmari junta bejelenti, hogy 9 002 foglyot szabadon bocsátanak, s visszanyeri szabadságát 19 év után az egyik legismertebb mianmari ellenzéki, a 79 éves újságíró, Vin Tin, akit 1989-ben börtönöztek be.[126]
  - Megérkezik Tbiliszibe az Európai Unió megfigyelő missziójának első kontingense.
  - Lemond pártvezetői tisztségéről Alexander Zach, az osztrák Liberális Fórum elnöke.
  - Traian Băsescu román államfő felfüggeszti tisztségéből Paul Păcuraru munkaügyi minisztert a liberális tárcavezető ellen felmerült korrupciós vádak miatt.
  - Matti Juhani Saari, másodéves finn szakácstanuló kilenc diáktársával és egyik tanárával végez egy finnországi szakiskolában, majd fejbe lövi magát.[127]
- szeptember 24. – Aszó Taró váltja Fukuda Jaszuót a japán kormányfői poszton.[128]
- szeptember 25. – Megnyílik a Gustave Flaubert híd.
- szeptember 27. – A Magyar Demokrata Fórum XXII. Országos Gyűlése. Újraválasztják Dávid Ibolya MDF-es pártelnököt tisztségére, miután a másik jelölt, Almássy Kornél visszalépett.

- szeptember 28.

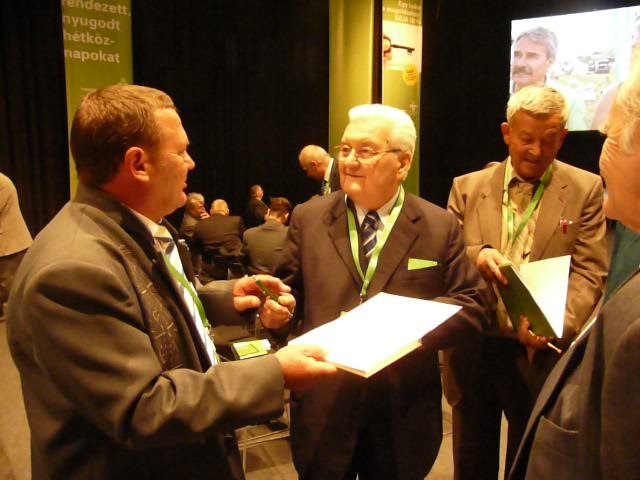
Szavazás az MDF XXII. Országos Gyűlésén

  - A Keresztényszociális Unió (CSU) nyeri a bajorországi tartományi választásokat.[129]
  - Előrehozott parlamenti választást tartanak Ausztriában.[130]
  - Parlamenti választásokat tartanak Fehéroroszországban.[131]
- szeptember 29. – A Szegedi Tudományegyetem huszonegy esztendős német orvostanhallgatója hantavírus-fertőzésben hal meg, az egyetem két nappal később belső vizsgálatot rendel el,[132] melynek eredményét két héttel később nyilvánosságra hozzák: a vizsgálat nem támasztotta alá, hogy hantavírusban halt volna meg a diák Szegeden.[133]
- szeptember 30. – Átadják a Megyeri hidat a forgalomnak.[134]

### Október
- október 2. – Tizenhat halottja és közel hatvan sebesültje van annak a kettős öngyilkos merényletnek, amelyet Bagdadban követnek el két síita mecset ellen.
- október 3.
  - Az amerikai kongresszus 263:171 arányban jóváhagyja a pénzügyi szektor megsegítését célzó 700 milliárd dolláros amerikai pénzügyi mentőcsomagot.
  - Dél-Oszétia fővárosában, egy gépkocsiba rejtett pokolgép robbanása hét orosz „békefenntartót” öl meg, többeket megsebesít.
- október 4.
  - Tarka Magyar! – pártfüggetlen demonstrációt tartanak Budapesten az erőszak és a kirekesztés ellen, több mint száz civilszervezet támogatásával.[135]
  - Megkezdik a szakadár területeken kívül, Grúziában létesített ellenőrzőpontjaik leszerelését az orosz csapatok.
- október 5–26. – Püspöki szinódus a Vatikánban, amelyen első alkalommal egy főrabbi, Sír Jasúv Kohen haifai főrabbi személyében is felszólal (6-án).

- október 6.

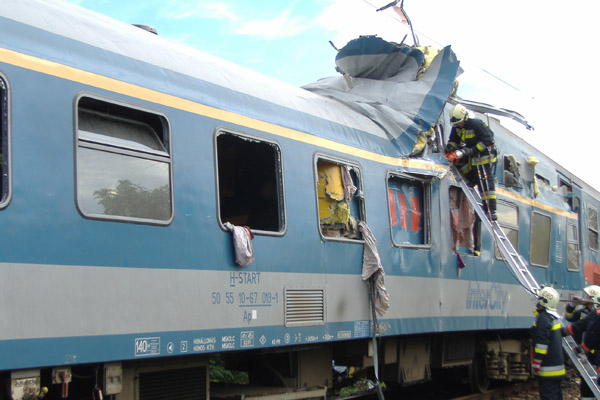
A monorierdői vasúti baleset

  - Monorierdőnél a Budapest felé közlekedő InterCity vonatba belerohan a szerelvényt követő személyvonat. A baleset következtében négy ember meghal, 27 megsérül.[136]
  - Luxembourgban, az EU–államok pénzügyminisztereinek találkozója, ahol döntés születik az európai bankmentés alapvető szabályairól.[137]
- október 6 –7. – Kétnapos moszkvai látogatása során Ehúd Olmert izraeli miniszterelnök Szergej Lavrov külügyminiszterrel és Dmitrij Medvegyev orosz elnökkel tárgyal.[138]
- október 8. – Megkezdődik Zuschlag János volt MSZP-s országgyűlési képviselő büntetőpere a Bács-Kiskun Megyei Bíróságon.
- október 9. – A BUX zuhanása miatt leállítják a kereskedést, a forint és az OTP árfolyama összeomlik. Leállnak a határidős piacok.[139]
- október 9–10. – Budapesten rendezik meg a NATO védelmi miniszterek informális találkozóját.[140]
- október 11. – Jörg Haider, az osztrák belpolitika meghatározó alakja autóbalesetet szenved és meghal.
- október 14. – Előre hozott parlamenti választásokat tartanak Kanadában.[141]
- október 21. – A Pécsi székesegyházban ünnepélyes külsőségek között újratemetik Janus Pannonius 17 évvel korábban megtalált földi maradványait.
- október 23.
  - Hu Csia (Hu Jia) kínai emberi jogi aktivistát tüntette ki az Európai Parlament a gondolatszabadságért adományozott Szaharov-díjjal.
  - Ivo Pukanovic horvát újságírót Zágráb belvárosában bérgyilkosok ölik meg.
- október 25.
  - A dalai láma bejelenti, hogy feladja a tárgyalásokat Kínával Tibet autonómiájáért.[142]
  - Harc kezdődik a Kongói Demokratikus Köztársaság Észak-Kivu tartományában a Laurent Nkunda vezette kongói tuszi lázadók és a kongói hadsereg között.
- október 26. – Prágában őrizetbe veszik az évek óta álnéven élő Jozef Rohacot, az Aranykéz utcai robbantásos merénylet feltételezett elkövetőjét.
- október 31. – A HospInvest átveszi az egri Markhot Ferenc Kórház üzemeltetését.

### November
- november 1. – Nick Szabo – Satoshi Nakamotoként – közzétette tanulmányát – Bitcoin: A peer-to-peer Electronic Cash System (Bitcoin: Egy peer-to-peer fizetési rendszer) címmel.
- november 4. – A 2008-as amerikai elnökválasztást Barack Obama nyerte nagy fölénnyel.
- november 8. – A tűzoltórendszer meghibásodása miatt 20 ember életét veszíti a Csendes-óceánon, az orosz haditengerészet Cápa osztályához tartozó nukleáris meghajtású tengeralattjárója, a Nyerpa próbaútján.[143]
- november 8–9. – A G20-ak pénzügyminisztereinek és a központi bankok elnökeinek 2008. évi kétnapos értekezlete a brazíliai Sao Paulóban.[144]
- november 11. – Elsöprő többséggel fogadja el az algériai parlament azt az alkotmánymódosítást, amely törli az államfő megbízásának korlátozását.
- november 12. – Feloszlatja a szélsőséges Szlovák Testvéri Közösség (SP) nevű civil szervezetet a szlovák belügyminisztérium.[145]
- november 13. – A magyar–szlovák feszültség enyhítéséről tárgyal a Sándor-palotában Sólyom László köztársasági elnök, Szili Katalin házelnök és Gyurcsány Ferenc miniszterelnök.[146]
- november 14.
  - Új Guinness-rekord születik a Dominónapon: 4 345 027 ledöntött dominó.
  - Bomba robban az Európai Unió koszovói megbízottjának, Pieter Feith hivatala mellett.
  - Európai–orosz csúcs Nizzában.[147]

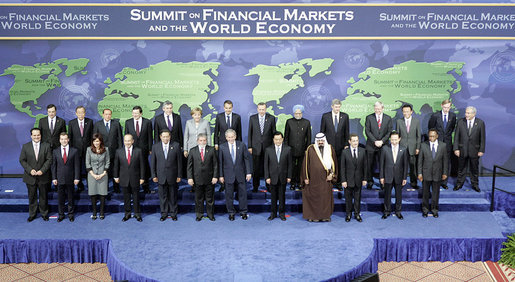
G20-ak Washingtonban

- november 14–15. – A G20-as országok washingtoni csúcsértekezlete, ahol a G20-ak vezetői akciótervet fogadnak el a pénzügyi piacok nemzetközi szabályozásának felülvizsgálatáról, illetve arról, hogy együttműködnek a globális válságok megelőzése érdekében.[148][149]
- november 15.
  - Kalózok kézre kerítik a „Sirius Star” nevű szaúdi olajszállítót az Arab-tengeren.[150]
  - Bányaszerencsétlenség a romániai Zsil völgyében, ahol a két – egymást követő robbanásban – 12-en meghalnak, 14-en megsebesülnek.[151]
- november 16.
  - Egy piramisjáték összeomlását követő zavargások miatt a bogotái kormány szükségállapotot hirdet Kolumbiában.
  - Rendőrök és szélsőjobboldali tüntetők csapnak össze az észak-csehországi Litvínovban, amikor a rendőrök megakadályozták, hogy a szélsőségesek behatoljanak a romák lakta városnegyedbe.
  - Pozsonyban több száz szélsőséges tüntet a szlovák kormány intézkedése ellen, amellyel betiltotta a Szlovák Testvéri Közösség nevű szervezetet.
  - Hosjar Zebari iraki külügyminiszter és Ryan Crocker amerikai nagykövet Bagdadban aláírja azt a megállapodást, amelynek alapján az amerikai csapatok 2011 végéig elhagyják az országot.[152]
- november 17.
  - Franciaországban elfogják az ETA baszk terrorszervezet legfőbb vezetőjét, Mikel de Garikoitz Aspiazu Rubinát.[153]
  - Megszűnik a vízumkényszer a három hónapnál rövidebb időre az USA-ba utazó magyar turisták számára.
- november 18. – Kalózokkal csap össze egy indiai hadihajó az Ádeni-öbölben.[154]
- november 19.
  - Az ENSZ Biztonsági Tanácsa szankciókat rendel el azon magánszemélyek és cégek ellen, akik és amelyek megsértik a szomáliai fegyverszállításokra 1992-ben elrendelt ENSZ–embargót, vagy akadályozzák a humanitárius segélyek célba juttatását.
  - Feloszlatja magát a hesseni parlament, mivel január óta nem sikerül megalakítani a tartományi kormányt.[155]
- november 20.
  - A svéd parlament nagy többséggel jóváhagyja az Európai Unió lisszaboni szerződését.
  - Az orosz parlament alsóháza is jóváhagyja az ország alkotmánymódosítását, s ezzel az elnöki és a képviselői mandátumok négyről hat, illetve öt évre emelkednek; továbbá a moszkvai kormány évente egyszer köteles lesz beszámolni munkájáról a törvényhozóknak.[156]
- november 21.
  - Afganisztánban – járőrözés közben – egy francia katona meghal, társa súlyosan megsebesül, amikor akna robban mellettük.
  - Hivatalba lép a Borut Pahor vezette új szlovén kormány.
- november 22–23. – Az Ázsiai és Csendes-óceáni Gazdasági Együttműködés (APEC) limai csúcsértekezlete.[157]
- november 23. – A dél-oszétiai biztonsági erők lövéseket adnak le a levegőbe, amikor Miheil Szaakasvili grúz és Lech Kaczyński lengyel államfő gépkocsioszlopa megközelíti a Grúziához tartozó szakadár terület határát.[158]
- november 24. – Egy jemeni zászló alatt hajózó teherhajót rabolnak el szomáliai kalózok az Ádeni-öbölben.
- november 25.
  - Az Országgyűlés elfogadja a 2009. évi költségvetés sarokszámait, megszavazzák a 13. havi nyugdíjról már korábban bejelentett változtatásokat, továbbá a képviselők és polgármesterek eddig adómentes költségátalányára 15%-os jövedelemadót vezetnek be.[159]
  - Bangkokban bezárják a repülőteret, mert a kormányellenes tüntetők elfoglalták a fő terminált.
  - Moszkvában Anna Sztavickaja, a Katynban 1940-ben meggyilkolt lengyel tisztek hozzátartozóinak ügyvédje sajtótájékoztatón bejelenti, miszerint a moszkvai városi bíróság ismét elutasítja az áldozatok rehabilitálását.[160]
- november 26.
  - A mumbai terrortámadás.[161]
  - Szekeres Imre honvédelmi miniszter Tömböl László mk. altábornagyot jelöli a vezérkari főnöki posztra a távozó Havril András helyére.[162]
  - A thaiföldi hatóságok felfüggesztetik a második bangkoki repülőtér működését is, mivel a kormányellenes tüntetők azt is blokád alá veszik, ezzel megszűnik a légi összeköttetés a thai fővárossal.[163]
- november 27.
  - Nigéria Jos nevű városában húsz ember meghal, amikor rivális vallási és etnikai csoportok összecsapnak egymással.
  - Szomcsaj Vongszavat thai kormányfő tárgyalásokba kezd a repülőtérfoglaló tüntetőkkel.[164]
- november 28. – Szomáliai kalózok elfoglalják a libériai zászló alatt hajózó „Biscaglia” nevű, vegyi anyagot szállító teherhajót az Ádeni-öbölben.[165]
- november 29.
  - Budapesten tüntetnek a katonák, büntetés-végrehajtási dolgozók, rendőrök és tűzoltók.[166]
  - Mumbaiban véget ér a többnapos túszdráma, melyben 195 ember életét veszti – köztük 22 külföldi –, a sebesültek száma meghaladja a háromszázat.[167]
- november 30. – Parlamenti választások Romániában.

### December
- december 1.
  - Megalakul a parlamenti vizsgálóbizottság az őszi kémbotrány (Szilvásy György titkosszolgálati miniszter bejelentése szerint árnyék-titkosszolgálatként működő magánvállalkozást lepleztek le) ügyében. A Nemzetbiztonsági Hivatal feljelentése alapján a Nemzeti Nyomozó Iroda is vizsgálódik.
  - Elfogadja az Országgyűlés a 2009-re javasolt adóváltoztatásokat; az adócsomag kevés érdemi változást hoz.
  - A hivatalából távozó Szabó Pál közlekedési, hírközlési és energiaügyi minisztert[168] Molnár Csaba váltja fel.[169]
- december 2. – Ausztriában megalakul a Werner Faymann vezette szocialista kormány.[170]
- december 4. – A dalai láma – a kultúrák közötti párbeszéd éve alkalmából – felszólal az Európai Parlament ünnepélyes brüsszeli plenáris ülésén.[171]
- december 5.
  - Harmincmilliárd eurós életszínvonal-emelő, gazdaságélénkítő programot fogadnak el a német parlamentben.[172]
  - Grúziában – kormányátalakítás keretében – leváltják a védelmi, a kulturális, az oktatási és a külügyminisztert.[173]
- december 6.
  - Az orosz ortodox egyház 12 tagú szinódusa átmeneti vezetőt választ – az előző nap elhunyt – II. Alekszij pátriárka helyére Kirill szmolenszki metropolita személyében.[174]
  - Ivan Gašparovič szlovák és Sólyom László magyar államfő Érsekújvárott a magyar–szlovák konfliktus gyökeréről tárgyal.[175]
  - Nicolas Sarkozy francia államfő és Tibet spirituális vezetője Gdańskban – a Lech Wałęsa korábbi államfő Nobel-békedíja 25. évfordulójára rendezett ünnepségek során – megbeszélést folytatnak.[176]
  - Újra Mirek Topolánek kormányfőt választják a csehországi Polgári Demokrata Párt (ODS) elnökének.
- december 7. Tüntetés Athénben

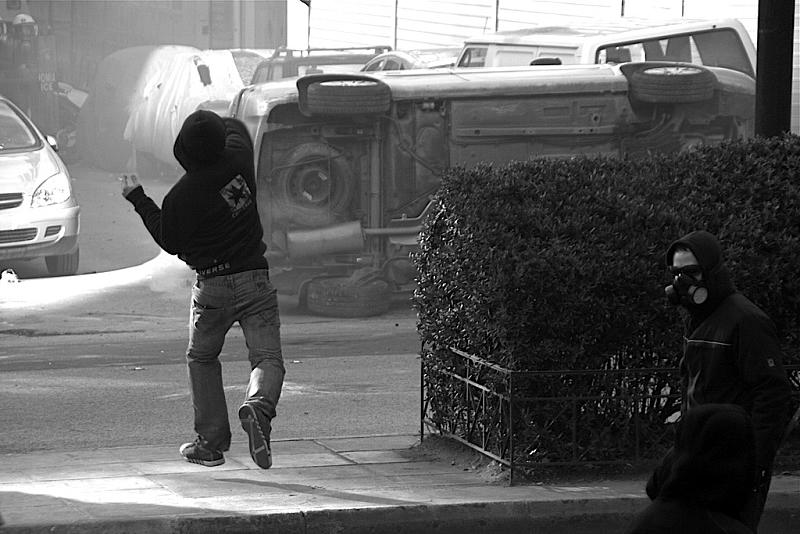
Tüntetés Athénben

  - A pekingi kormányzat bekéreti a francia nagykövetet, amiért a francia államfő találkozott a dalai lámával.[177]
  - Zavargások törnek ki Görögországban, amiért előző nap rendőrök lelőttek egy 15 éves fiút azok közül, akik autójukra támadtak Athénben.[178]
  - Kasmír tartomány pakisztáni ellenőrzés alatt álló részén elfogják a mumbai támadások feltételezett kitervelőjét.[179]
- december 8.
  - Szekeres Imre honvédelmi miniszter és Juliusz Janusz apostoli nuncius, címzetes érsek a tábori lelkipásztori szolgálat további jövőjét szabályzó memorandumot ír alá.[180]
  - Sikertelen a parlamenti szavazás Havasiné Orbán Mária legfelsőbb bírói posztjáról.
  - Kormányellenes tüntetők egy csoportja felgyújtja Athén karácsonyfáját és egy áruházat, továbbá a tüntető fiatalok a görög fővárosban bankokat, üzletházakat, valamint kormányhivatali épületeket rongálnak meg.[181]
- december 9.
  - Koszovóban megkezdi működését az Európai Unió rendészeti–igazságügyi missziója, az EULEX.[182]
  - Negyvenéves az egér.[183]
- december 10.
  - Traian Băsescu román államfő bejelenti, hogy Theodor Stolojant, a Demokrata Liberális Párt alelnökét bízza meg kormányalakítási tárgyalásokkal.[184]
  - XVI. Károly Gusztáv svéd király a stockholmi hangversenypalota nagytermében átadja a 2008. évi Nobel-díjakat.[185]
- december 11.
  - Tizenkét bányász meghal, négy pedig megsebesül egy murmanszki apatitbányában történt robbanásban.
  - A Somogy Megyei Bíróság nem jogerősen 14 év börtönbüntetésre ítéli azt a két kaposvári gimnazistát, akik még májusban megölték osztálytársukat.[186]
- december 11–12. – Uniós klímacsúcs Brüsszelben.[187]
- december 12.
  - Svájc csatlakozik a schengeni egyezményhez, annak 25. aláírójaként.
  - Kenőpénz elfogadása, pénzmosás, hűtlen kezelés és okirat-hamisítás címen vádat emelnek Tajvanon Csen Suj-pien volt elnök ellen.[188]
- december 13.
  - Gordon Brown brit kormányfő indiai látogatása során Manmohan Szingh kormányfővel tárgyal.
  - Raúl Castro kubai elnök Venezuelában tárgyal Hugo Chávez-szel.[189]George W. Bush és Núri el-Máliki

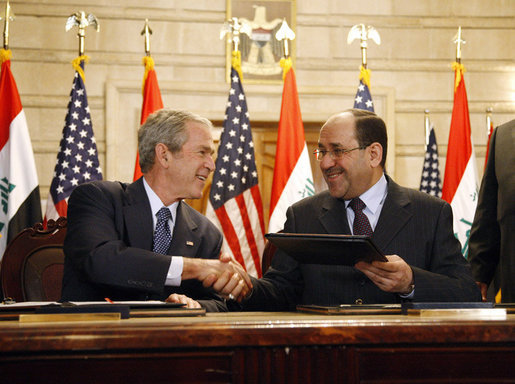
George W. Bush és Núri el-Máliki

  - Váratlanul Irakba érkezik az amerikai védelmi miniszter; Robert Gates a Bagdadtól 70 km-re északra fekvő baladi légitámaszponton az arab országban állomásozó amerikai erők parancsnokával, Raymond Odierno tábornokkal tárgyal.[190]
- december 14.
  - Egy iraki újságíró „kutyá”-nak nevezi és cipőjével megdobja George W. Bush amerikai elnököt bagdadi sajtóértekezletén, amelyet Núri el-Máliki iraki kormányfővel folytatott megbeszélése után tartott.[191]
  - Gordon Brown brit kormányfő Pakisztánba látogat.
- december 15.
  - Milo Đukanović montenegrói kormányfő hivatalosan átadja az EU soros elnöki tisztét betöltő Nicolas Sarkozy francia elnöknek országa tagfelvételi kérelmét az Európai Unióba.[192]
  - Szlovák–magyar külügyminiszteri találkozó Budapesten.[193]
  - Az Egyesült Államok elektori kollégiuma az ország 44. amerikai elnökké választja Barack Obamát.[194]
  - Emil Bocnak, a Demokrata Liberális Párt (PD-L) elnökének ad kormányalakítási megbízást Traian Băsescu román államfő rögtön azután, hogy Theodor Stolojan visszalépett ugyanettől a feladattól.[195]
  - Az Országgyűlés Szlovákia politikájával kapcsolatos – 12 pontos – nyilatkozatot fogad el.[196]
  - Az Alkotmánybíróság 8:1 arányban hatályon kívül helyezi a bejegyzett élettársi kapcsolatról szóló 2007. évi CLXXXIV törvényt.[197]
- december 16.
  - A szarajevói védelmi minisztérium bejelenti, miszerint Bosznia-Hercegovina az összes (44 fő) katonáját kivonta Irakból.[198]
  - Görögországban diákok egy csoportja elfoglalja az állami televízió hírstúdióját, és megszakítja az adást.[199]
  - Tűzszerészek öt robbanószerkezetet találnak a párizsi Printemps-Haussmann nagyáruházban, melyet az Afgán Forradalmi Front nevű szervezet két tagja helyezett el, követelve a francia csapatok Afganisztánból való kivonását még 2009 februárja előtt.[200]
  - A Fővárosi Bíróság első fokon kimondja a Magyar Gárda Egyesület feloszlatását.[201]
- december 17.
  - Borut Pahor szlovén kormányfő bejelenti, hogy – elsősorban a két ország területi vitájával magyarázva – megvétózza Horvátország uniós csatlakozási tárgyalásainak folytatását.[202]
  - Az Európai Parlament elutasítja a 48 óránál hosszabb heti munkaidőt.[203]
  - Gordon Brown brit kormányfő Bagdadban tárgyal iraki kollégájával, Núri el-Málikival.[204]
- december 19.
  - Malmőben muzulmán fiatalok csapnak össze a rendőrökkel, miután a karhatalom erőszakkal kiköltöztette őket egy imateremnek is használt helyiségből.[205]
  - Görög fiatalok megtámadják az athéni Francia Intézetet.
  - A Hamász palesztin iszlamista szervezet katonai szárnya bejelenti az Izraellel kötött tűzszünet végét.
- december 22.
  - Új alkotmány lép életbe Oroszországban.[206]
  - Romániában Emil Boc alakít kormányt.[207]
  - II. Albert király elfogadja az Yves Leterme vezette belga kormány lemondását.[208]
- december 23. – Moussa Dadis Camara százados vezetésével Guineában a hadsereg átveszi a hatalmat, hatályon kívül helyezve az alkotmányt.[209]
- december 25.
  - A francia hatóságok egy pokolgépet hatástalanítanak, egy másik viszont felrobban a francia Baszkföldön.
  - Guineában Ahmed Tidiane Souaré miniszterelnök és kabinetjének tagjai megadja magát a puccsistáknak.[210]
  - A német haditengerészet egyik fregattja megfutamítja a szomáliai kalózokat, mikor azok egy egyiptomi zászló alatt hajózó teherszállítót akartak elfoglalni.[211]
- december 26.
  - A Lansana Conté elnök halála után puccsal hatalomra jutott guineai junta támogatására szólítja fel a külvilágot Abdoulaye Wade szenegáli elnök.[212]
  - A kínai haditengerészet három hajóját indítja útba az Ádeni-öbölbe, bekapcsolódva a szomáliai kalózok elleni küzdelembe.
- december 27. – Líbiában 36 év után újra elfoglalja helyét az Egyesült Államok nagykövete, Gene Cretz személyében. (Az USA Moammer Kadhafi 1969-es hatalomra kerülése után hívta vissza nagykövetét, majd 1978-ban bezárta tripoli képviseletét. )
- december 28.
  - Belgiumban Herman Van Rompuy képviselőházi elnököt bízta meg az új kormány megalakításával II. Albert belga király, miután a flamand kereszténydemokrata Yves Leterme és kormánya lemondott.
  - Egy iskola mellett robbant pokolgépet egy öngyilkos merénylő Afganisztánban; támadás eredeti célpontja egy közigazgatási épület, azonban a támadásban 14 gyerek hal meg.[213]
  - A pakisztáni Buner városában 22 ember meghal, amikor pokolgép robban fel egy szavazóhelyiségnél.
- december 29.
  - Dagesztánban ismeretlenek tűzet nyitnak az orosz belügyi csapatok parancsnok-helyettesét, Valerij Lipinszkij vezérőrnagyot szállító autóra, aki a kórházba szállítása után meghalt.[214]
  - Parlamenti választások Bangladesben, melyet nagy fölénnyel a középbal irányzatú Avami Liga nyeri meg.[215]
  - Spanyolországban életbe lép az ún. történelmi emlékezet törvény, amelynek értelmében két éven át spanyol állampolgárságért folyamodhatnak azok az emberek, akiknek a felmenői elmenekültek Spanyolországból a polgárháború és Francisco Franco tábornok azt követő fasiszta diktatúrája elől.[216]
  - Az izraeli légierő sorozatos légicsapást mér a Gázai-övezetre.[217]
  - Megalakul a flamand kereszténydemokrata Herman Van Rompuy kormánya Belgiumban.[218]
- december 30.
  - A Somogy megyei Őrtilos határában ismeretlenek rálőnek két járőröző rendőrre, s egyiküket (a könyökén) eltalálták.
  - Guineában Kabiné Komara alakít kormányt.[219]
  - Thaiföldön a külügyminisztérium épületében ismerteti kormányprogramját az új miniszterelnök, a parlamentet ugyanis – az előző, tüntetésekkel menesztett miniszterelnök hívei – körbe zárják.[220]
- december 31.
  - Egyiptomban lemondják a hivatalos újévi ünnepségeket a Gázai-övezetet sújtó izraeli légitámadások miatt.[221]
  - Kínában kezdetét veszi a melamin-botrányban érintett cég négy vezetőjének büntetőpere; az ellenük felhozott vád, hogy hamisított, illetve gyenge minőségű termékeket gyártottak és hoztak forgalomba.[222]

## Az év témái

### Kiemelt témák és évfordulós emlékévek 2008-ban

#### Kiemelt témák
Az ENSZ 2008-at a burgonya és a higiénia évének, valamint a nyelvek nemzetközi évének választotta. Ez az év továbbá a békák éve és a korallok nemzetközi éve is.
Az Európai Unió a kultúrák közötti párbeszéd évének nyilvánította 2008-at.
2007 márciusától 2009 márciusáig tart a nemzetközi sarki év.
A Föld nemzetközi éve 2007-től 2009-ig.
Görögországban 2008 a feta éve, Nagy-Britanniában a kerteké, Ausztráliában pedig a cserkészeké.

#### Évfordulós emlékévek
2008 Magyarországon a Biblia éve és a reneszánsz éve (az utóbbi Mátyás király trónra lépésének 550. évfordulója alkalmából, a magyar kultúra napjától, január 22-étől 2009. január 21-éig).
2008. október 27-én, Kazinczy Ferenc születésnapján vette kezdetét születésének 250. évfordulója alkalmából a 2009-es Kazinczy-emlékév.
2008 Esztergomban Babits-emlékév volt a költő születésének 125. évfordulója alkalmából. Az egész éves programsorozat mellett felújították Babits esztergomi villáját, felállították újraöntött mellszobrát, aminek elődjét 2007-ben fémtolvajok lopták el.
100 éves a Nyugat (bár az első szám valójában nem januárban, hanem még 1907 karácsonyán megjelent).

### 2008 a számítógépes játékokban
Megjelenések (csak a nagyobb nevek):
- Need for Speed: Undercover
- STCC: The Game
- Penumbra: Black Plauge
- MotoGP 08
- Overspeed: High Performance Street Racing
- F1RFT 08 V3
- NBA 2K8
- Far Cry 2
- Pro Evolution Soccer 2009
- NHL 09
- Battlefield: Bad Company
- Grand Theft Auto IV
- Spore
- FIFA 09
- Command And Conquer: Red Alert 3
- Tomb Raider: Underworld
- Crysis Warhead
- World of Warcraft: Wrath of the Lich King
- Sonic Unleashed

### 2008 az irodalomban
- február 9. – Megjelent a Harry Potter-sorozat utolsó kötetének magyar fordítása.
- az év folyamán – Megjelenik magyar fordításban Joseph Delaney ifjúsági regénysorozatának, a Wardstone krónikák első kötete, A Szellem inasa.

### 2008 a zenében
- AC/DC: Black Ice
- Alex Gaudino: My Destination
- Alannah Myles: Black Velvet
- Akon: Freedom
- Ágnes Vanilla: A gömb
- Adele: 19
- Anastacia: Heavy Rotation
- Beck: Modern Guilt
- Blackmore’s Night: Secret Voyage
- Bloom 06: Chrash Test 02
- Benny Benassi: Rock 'n' Rave
- Beyoncé: I Am… Sasha Fierce
- Bon-Bon: Swing
- Keane: Perfect Symmetry
- Brandy: Human
- Britney Spears: Circus
- Bryan Adams: 11
- Captain Jack: Captain Jack Is Back
- Cyndi Lauper: Bring Ya to the Brink
- Coldplay: Viva la Vida or Death and All His Friends
- Craig David: Greatest Hits
- Grace Jones: Hurricane
- DJ BoBo: Olé Olé – The Party
- Nana: 12 Y.O.
- Desperado: Érezd a zenét
- Depresszió: Egyensúly
- Dido: Safe Trip Home
- Donna Summer: Crayons
- Dolhai Attila: Egy szerelem története
- Enya: And Winter Came…
- Éder Krisztián: Standard
- Flo Rida: Mail on Sunday
- Gigi D’Agostino: Suono Libero
- Girls Aloud: Out of Control
- Guns N’ Roses: Chinese Democracy
- Groovehouse: Hosszú az út
- Hooligans: Privát mennyország
- A Társulat: István, a király – rockopera (25 éves jubileumi kiadás)
- Jade Valerie: Bittersweet Symphony
- Janet Jackson: Discipline
- Jay Chou: Mo csie co (Capricorn)
- Jonas Brothers: A Little Bit Longer
- Jem: Down to Earth
- Kalapács: Mítosz
- Kanye West: 808s & Heartbreak
- Kate Ryan: Free
- Kárpátia: Idők szava
- Katy Perry: One of the Boys
- Keresztes Ildikó: Minden, ami szép volt
- Kovács Ákos: Kaland a régi királlyal
- Kowalsky meg a Vega: Szemenszedett igazság
- Koós János: Arany nótái
- Lenny Kravitz: It Is Time for a Love Revolution
- Madonna: Hard Candy
- Martin Solveig: C'est la Vie
- Motörhead: Motörizer
- New Kids on the Block: The Block
- Ne-Yo: Year of the Gentleman
- Nelly: Brass Knuckles
- Mike Oldfield: Music of the Spheres
- Lady Gaga: The Fame
- Lenny Kravitz: It Is Time for a Love Revolution
- Lordi: Deadache
- Lola: Lola 3
- Mariah Carey: E=MC²
- Metallica: Death Magnetic
- Michael Jackson: Thriller – 25th Anniversary Edition
- Miller Zoltán: Fehér és fekete
- Natasha Bedingfield: Pocketful of Sunshine
- Nickelback: Dark Horse
- Nine Inch Nails: Ghosts I-IV
- Pa-dö-dő: Így 20 felett ránk fér egy kis Generál
- Pink: Funhouse
- Ricchi e Poveri: Greatest Hits
- Ringo Starr: Liverpool 8
- Sarah Connor: Sexy as Hell
- Simple Plan: Simple Plan
- Snoop Dogg: Ego Trippin’
- Slipknot: All Hope Is Gone
- Spice Girls: Greatest Hits
- Taylor Dayne: Satisfied
- t.A.T.u: Veselye Ulybki
- Tina Charles: Feels Like Sunday
- Tóth Vera: Tóth Vera
- Take That: The Circus
- Taylor Swift: Fearless
- Thalía: Lunada
- The Saturdays: Chasing Lights
- Palcsó Tamás: Visz az út
- Sárközi Anita: Álmokon túl
- Sugarloaf: Stereó
- Sugababes: Catfights and Spotlights
- Megasztár: Karácsony
- Crystal: Karácsony
- Zsédenyi Adrienn: Rouge
- Rúzsa Magdolna: Iránytű
- Ádok Zoltán: Tánclépés
- Dósa Mátyás: Búcsúzz szépen el
- The Offspring: Rise and Fall, Rage and Grace
- Pussycat Dolls: Doll Domination
- The Smashing Pumpkins: American Gothic
- Vincze Lilla: Angyalnak, madárnak
- Whitesnake: Good to Be Bad
- Szekeres Adrien: A szeretet ünnepén
- Unique: Best of Unique
- United: www.united.hu
- Csepregi Éva: Párizsi lány – Best of
- Vanessa Amorosi: Somewhere in the Real World
- V-Tech: Minden ami szép
- Végvári Ádám és Csepregi Éva: Karácsony
- Per Gessle: Party Crasher
- Crystal: Karácsony
- Zanzibar: Őrangyal
- Zámbó Jimmy: Király duettek
- Zoltán Erika: Retrodisco best of+
- Zsédenyi Adrienn: Rouge
- február 10.: Los Angelesben megrendezték az ötvenedik Grammy díjátadó ünnepséget.
- június 14.: Gary Moore első alkalommal lép fel Magyarországon a Harley Davidson fesztiválon, Alsóörsön.

### 2008 a sportban
- augusztus 8. – augusztus 24. XXIX. Nyári olimpiai játékok Peking, Kína, 204 ország részvételével.
- November 2. – Lewis Hamilton világbajnok a Formula–1-ben a McLaren csapattal.
- Az MTK nyeri az NB 1-et. Ez a klub 23. bajnoki címe.

### 2008 a jogalkotásban
- Lásd: a 2008 a jogalkotásban című szócikkben.

### 2008 a televízióban
- február 1. – Svédország felhagy az analóg televíziós műsorszórással.
- június 1. – Az RTL Klub váltott arculatot a 2008-as Nemzeti Vágta élő adása alatt.
- augusztus 25. – Magyarországon a TV2 kereskedelmi csatorna is arculatot váltott, amellyel egyidőben magyar szinkronnal kezdte sugározni a Zorro című kolumbiai telenovellát.
- szeptember 24. – Amerikában azonos címmel újraindul a 80-as évek egyik legnépszerűbb tv-sorozata, a Knight Rider 21. századi formában
- szeptember 28. – Az amerikai ABC televízióban leadják a Született Feleségek 5. évadának első részét.
- október 1. – Elindul a Comedy Central magyarországi adása, mely osztozik a VH1 Europe-al.[forrás?]

### Születések 2008-ban
- február 6. – Godwill Kukonki angol labdarúgó
- április 2. – Amir Ibragimov orosz születésű angol labdarúgó
- április 16. – Eleonóra belga hercegnő, aki Fülöp belga koronaherceg és Matilda belga hercegnő negyedik gyermeke
- szeptember 17. – Mia Talerico, amerikai gyerekszínésznő

### Halálozások 2008-ban
- január 6. – Körmendi János színművész (* 1927)
- január 30. – Selmeczi Roland színész (* 1969)
- április 15. – Antal Imre műsorvezető (* 1935)
- május 20. – Raksányi Gellért színművész (* 1925)
- szeptember 29. – Andrássy Kurta János, szobrászművész (* 1911)
- október 16. – Póczy Klára régész, művészettörténész (* 1923)

## Nobel-díjak
| Béke               | Martti Ahtisaari (Finnország)                                                                             | Számos békeközvetítő missziójának elismeréseként.                                                                                                 |
| Fizikai            | Nambu Joicsiro (Japán), Kobajasi Makoto (Japán), Maszkava Tosihide (Japán)                                | A részecskefizika kvarkmodelljének kidolgozásában játszott alapvető szerepükért.                                                                  |
| Közgazdasági       | Paul Krugman (USA)                                                                                        | A nemzetközi kereskedelemre és a gazdaság földrajzi összefüggéseire vonatkozó, korábban össze nem illesztett kutatási területeket integrálásáért. |
| Irodalmi           | Jean-Marie Gustave Le Clézio (Franciaország)                                                              | A szakítás, a poétikai kaland és az érzéki elragadtatás írói értékeinek megjelenítéséért.                                                         |
| Kémiai             | Simomura Oszamu (Japán), Martin Chalfie (USA), Roger Y. Tsien (USA)                                       | A zöld fluoreszcens protein felfedezéséért és hasznosításáért.                                                                                    |
| Orvosi-fiziológiai | Harald zur Hausen (Németország), Françoise Barré-Sinoussi (Franciaország), Luc Montagnier (Franciaország) | A német kutató a méhnyakrákot okozó vírustörzsek felfedezésért nyeri el díjat, a két francia virológus pedig a HIV-vírus 1983-as felfedezéséért.  |

## Érdekességek
2008 egy másodperccel hosszabb a szokásos évnél, szökőmásodpercet iktattak be, hogy az órák lépést tarthassanak a Föld forgásának lassulásával. Ilyen 1972-ben történt először, a jelenlegi a 24. alkalom, hogy egy másodperccel hosszabb az év.

## Külső források